# Историја Срба
Историја Срба обухвата период од раног средњег века до садашњости. Срби су живели на Балканском полуострву и у јужној Панонској низији. Срби данас чине већину или значајну мањину у Србији, Босни и Херцеговини (то јест Републици Српској) и Црној Гори. Мањи број Срба до данас је остао у Хрватској, Румунији, Мађарској, Републици Северној Македонији, Бугарској и Албанији. Значајан број Срба раселио се у многе државе Европе и света и они чине дијаспори. Изван ове историје Срба је историја заједнице Срба староседелаца источне Немачке. Они имају исто порекло као Срби на Балканском полуострву, али дуга раздвојеност, довела је до необичне појаве да се обликују два различита словенска народа са истим именом Срби.

## Етногенеза
Најстарији документован податак о српском имену датира из 69. или 75. године, у познатој књизи Плинија Старијег Познавање природе (Naturalis historia) где наилазимо на српско име у латинизованом облику — Серби. Он дословно каже: „A Cimmeria accolunt Maeotici, Vali, Serbi, Zingi, Psesii” (Поред Кимерана станују Меотици, Вали, Серби, Зинги, Псеси). Топографија тла на коме се српски етнички први пут јасно именује јесте североисточно од Босфора код Кимерана, Сармата и Међана. Читав век после овог Плинијевог навода (најкасније 175), наилазимо на помен српског имена у делу Географија великог египатског научника који је своја дела писао на старогрчком језику, Клаудија Птолемеја: Између Кераунског планинског венца и реке Ра смештени су Оринеји и Вали и Срби). Поред овог антропогеографског податка по коме племе Срба обитава подручје Закавказја у понтском залеђу, он даје још значајнији податак да у Панонији постоји и град-насеље који се назива Сербину). Овај „Српски град” или „Србица” убележен је на његовој мапи Доње Паноније или Подунавља негде у савском поречју, на месту данашње Градишке, или је могуће чак да иде и северозападније до Сиска и Загреба.
Прва фаза етногенезе српског народа, односно стапање ове две групе, догодила се у вековима непосредно после досељења Словена на Балкан. Друга, интензивнија и масовнија фаза, последица је миграција, непосредно пре, за време и после Турског освајања Западног Балкана. Тамна коса, насупрот светлој код других Словена, елементи народне ношње и обичаји, посебно у динарском планинском појасу, трагови су и знаци тог мешања старобалканских етноса и Словена. Овај процес асимилације није карактеристичан само за Србе већ и за готово све народе на Балкану (Хрвати у динарском појасу, Бугари, Македонци, Албанци, Румуни итд.) и у Европи (староримски филозоф Сенека — „Тешко да ће се наћи иједна земља чији су становници аутохтони. Све је то измешано и једно на друго накалемљено. Једни су одлазили, а други долазили”).
На подручју, које се готово потпуно поклапа са средњовековном Рашком државом, у праисторији је живело илирско племе Аутаријати по којима су добили име планина и река Тара. Словенски преци данашњих Срба били су економски и културно супериорни, живели су у плодним долинама, родовска и племенска елита која ће касније дати краљевске и великашке породице и црквене јерархе, била је из њихових редова. Због тога је превладао словенски језик који ће у модерна времена постати, као и другде у Европи, обележје идентитета. Међутим, крајеви насељени Србима пуни су топонима који сведоче о постојању балканско-романске компоненте српске нације: у Рашкој су то планине Тара, Дурмитор, Стари Влах, реке Тара, Ибар, Дрина, планина Романија у Босни код Источног Сарајева, река Неретва и планина Вележ у Херцеговини, планина Румија изнад Бара, висораван, језеро и река Власина на граници Србије и Бугарске. У презименима се препознаје порекло предака: Дракуловић-Дракулић (од Дракул), Крачуновић-Крачунковић (од Крачун — на румунском Божић), Радуловић (од Радул). И словенски топоними и корени презимена изузетно су бројни: Бистрица, Морава, Топлица, Морача, Шумадија, Дреница, Косово, Слатина, Пожега, Рудник; Ковачевић, Властимировић, Црнојевић-Црњански, Вучковић-Вукојевић, итд.

## Српске земље пре досељавања Срба

### Бронзано доба
Метално доба је почело много раније, у егејско-предњеазијском подручју, него на подручју данашњих српских земаља и у унутрашњости Европе. Као центар металургије може се сматрати и подручје Кавказа, а знатна етничка помјерања су допринијела да и Балканско полуострво уђе у метално доба.
Интензивнија индоевропеизација карактеристична је за почетак бронзаног доба. Номадски сточари из јужних руских степа, којима ни земљорадња није била потпуно непозната живјели су у патријархату, а на Балкану наилазе на примитивнију старосједилачку културу ловачко-риболовачког карактера. Ови дошљаци на Балкану формирају две велике индоевропске језичке групе, које су се задњих векова прије нове ере развиле у Илире и Трачане. Као граница наведених група, може се сматрати слив Мораве и Вардара. Илири и Трачани, са македонском групацијом и неким малоазијским групацијама Индоевропљана, сматрају се пеластичким и живели су на Балкану пре досељења Грка, који продиру око 1900. године старе ере. Утицај Илира на Грке се одразио и у њиховом језику: имена, Ахил и Одисеј, као и поједина имена божанстава, на примјер Тетида. Продор Индоевропљана на Балкан вршен је у више таласа.

#### Егејска сеоба народа
Ова сеоба, у бронзаном добу, представљала је велику миграцију народа у егејско — малоазијској области, током више векова (око 1200. до око 800. године прије нове ере). Племена са Балкана, касније позната као Трачани и Илири, имали су у овој миграцији значајну улогу, а померања су морала захватити, макар једним делом и предео данашњих српских земаља. У ово време поставља се и прича о опсади и паду Троје (Хомер наводи имена низа јунака и народа из унутрашњости Балканског полуострва, који су са Грцима напали на овај малоазијски град). Великој сеоби припада и најезда Дораца у ахајску Грчку. Егејска сеоба је представљала опасност за моћни Египат. Након што су ови народи уништили јако краљевство Хетита и градове на Криту, у петој години владавине фараона Менерптаха (1225—1215 прије н. е.) помињу се налети „људи са мора”. Ови налети на Египат са копна и мора обновљени су и у време последњег великог фараона, Рамзеса III, који је успео да их порази и одбије. Имена ових нападача на фараонову земљу дају египатски извори тога времена. Добрим делом су ту у питању групације народа са Балканског полуострва и из Мале Азије.

### Гвоздено доба
Период халштата настаје на крају великих миграција (800. година прије нове ере) и траје до VI вијека старе ере. То је период извјесне културне стабилизације домаћег становништва на Балканском полуострву. Јасно се издвајају поједина илирска племена (позната касније по писаним изворима) као и њихова подручја. У латенском периоду гвозденог доба, од VI вијека п. н. е. међу Илирима јача племенска аристократија (богати гробни налази) и ствара се основа за касније племенске савезе и стварање илирске државе. Илири увозе луксузну грчку робу (керамика, накит, тканине). Грчки је утицај био присутан и раније, али је од VI века прије нове ере био све интензивнији. Мада су Грци основали многе колоније у Медитерану, по свему судећи у дијелу обале Јадранског мора, на подручју данашњих српских земаља, нису успели у насељавању колониста, јер им то није допуштало домородачко илирско становништво.

### Илири
Претпоставља се да су племе Илири, односно Илири у ужем смислу речи, живјели источно од Неретве. Њихово име је касније пренето на низ других племена, као скупни назив. Географ Помпоније Мела и Плиније Старији, у првом веку наше ере, помињу " праве Илире " (Illyri proprie dicti) као и друга племена. Племена Илира, у пределима данашње Србије, БиХ, Црне Горе, била су: Ардијеји, Плереји, Енхилејци, Лабеати, Доклеати, Пирусти и Аутаријати.

### Продор Келта
Након опсаде Рима, коју вршили 390. године пре нове ере, Келти су продрли у дeo Јадранског приморја (западни Балкан), а можда и у предео данашње Босне. Страбон наводи податак о мешању Келта (Гала) са илирским племеном Јапода, које је живело у југозападној Босни, Лици и деловима Словеније, што не мора значити и мешање у етничком смислу.
У свом другом походу, Келти су преко Паноније и Дунава кренули према југу, ка Македонији и Делфима, али су претрпјели пораз. Удружена келтска племена су разбијена. Стоји Теопомпов податак о сукобу Келта и илирског племена Ардијеји, 359—358. године пре нове ере, као и примењеном келтском ратном лукавству, које се састојало у тровању противника храном. Могло би се прихватити и тумачење о сеоби Аутаријата (потиснутих Келтима) и њихово покоравање Трибала. По другом, сигурнијем извору, Аутаријате су уништили Скордисци (келтско племе, које се стационирало између река Мораве и Дунава, па и у Срему, након неуспелог похода на Македонију и Делфе, 279. године старе ере) а који су се касније измешали са Трачанима и Илирима.

### Ратови Илира и Римљана
Илирска племена, прилично конзервативна, живела су и у неприступачним брдским и планинским пределима и тешко их је било покорити. На то указују тешкоће и дуготрајне борбе које су Римљани морали водити са Илирима. На јачање моћи Илира указује још њихов сукоб са Македонијом и прогон њиховог краља Аминте III из земље од стране Илира. Илирски владар Плеуријас, водио је рат са краљем Филипом II Македонским (359—336 пре нове ере). Антички Македонци и Илири су у ратовима били и савезници. Тако је, век касније, у сукобу македонског краља Деметрија и Етолаца, по позиву Македонаца илирски краљ Аргон поразио Етолце, 231. године пре нове ере, након чега је убрзо и умро (230).

#### Први илирски рат
Вођен је против Рима. Аргонова наследница, илирска краљица Теута, напада Епир и пљачка главни град Фојнику, а затим показује своју моћ истовременим нападима на Ису, Аполонију и Епидамнос (Драч). Осваја Коркиру (Крф) у којој за управника поставља свог војводу Деметрија Хварског (пореклом Грка).
Грчки градови, угрожени од Илира, обратили су се за помоћ Ахајцима, Етолцима и Римљанима. Као разлог за своје мешање Рим је навео опсаду Исе и гусарење Илира по Јадранском мору. Римски посланици, браћа Луције и Гај Коруканија и исејски посланик Клеопор, упућени су Теути. Један од посланика је по повратку убијен, а Римљани 229. године започињу рат, упркос покушајима Теуте да наведени инцидент изглади. На Илире су послати конзули Гнеј Фулвије и Аул Постумије. Деметрије Хварски прилази без борбе Римљанима и предаје им Коркиру, а затим падају и градови Епидамнос и Аполонија. Са доласком зиме римске се легије повлаче, штитећи освојене територије. Године 228. п. н. е. Теута, која се повукла у Рисан, тражи мир са Римом и тако губи већи дио своје територије. Овим мировним уговором остварила се римска политика разбијања савеза племена и моћи Илира на супротној обали Јадранског мора.

#### Други илирски рат
Деметрије Хварски, кога су Римљани поставили за управника новоосвојених илирских провинција, јачао је своје позиције на овом дијелу Балкана. Ослонио се на македонског краља Антигона Досона и оженио се другом Аргоновом женом, Тритеутом, зближивши се са њеном породицом. Користио је заоштравање односа Рима и Картагине, пред почетак другог пунског рата, покушавајући да освоји Пилос у Месинији. Угрожавао је и обале Егејског мора и заратио са Римом. Након пораза од римских снага, Деметрије је побјегао новом македонском краљу, Филипу V.

### Провинција Илирик
Земље које данас насељавају Срби пре њиховог досељења су дуго времена биле део великог римског царства. Стари народи који су насељавали Балканско полуострво (Илири, Трачани и Келти), пре доласка римских освајача живели су племенским животом. Илири су били најбројнији и насељавали су највећи део полуострва. Покушаји да створе јачу државну организацију неће успети (Теута нпр.). На јадранским острвима ће бити више грчких трговачких колонија и преко њих ће се ширити утицај високе грчке културе према унутрашњости полуострва. Римска освајања унутрашњости Балкана ће бити окончана тек у 1. веку после Христа. Након тога ови народи ће бити изложени дугом процесу романизације. У касној антици они су били углавном романизовани, а и хришћанство је однело победу над паганизмом. У вријеме Римске државе, област данашњих Српских земаља и историјске Србије је припадала римској провинцији Илирику, а затим провинцији Далмацији. Историјски извори помињу да је Цезар поред Галије на управу добио и Илирик, а исту провинцију је 40. године прије нове ере, уговором у Брундизијуму добио и Октавијан.

### Провинција Далмација
Ова је провинција обухватала Јадранско приморје (изузимајући Истру), данашњу Црну Гору, Босну и Херцеговину и западни дио Р. Србије. Административни центар ове провинције налазио се у Солину (Salona), у данашњој Далмацији.
Као провинција формирана је у вријеме владавине Октавијана Августа. Конзул Вибије Постум (Vibius Postumus vir consularis, praepositus Dalmatiae) помиње се у 8. години нове ере као заповедник Далмације. Од 11. године нове ере постаје царска провинција, на челу са легатом. У овој провинцији ропство је било веома слабо развијено, а основ економике су чиниле старе привредне гране: земљорадња и сточарство.

### Провинција Горња Мезија
Горња Мезија (лат. Moesia Superior) је римска провинција настала у доба Домицијана (вероватно 85. или 86. године) поделом раније успостављене провинције Мезије. Граница између Горње и Доње Мезије ишла је реком Чибрицом (на територији данашње Бугарске). Границе Горње Мезије обухватале су, грубо говорећи територију данашње Србије без Војводине и без већег дела Косова и Метохије, један мањи део северозападне Бугарске, као и северну Македонију. Западна граница Мезије вероватно није ишла Дрином, него нешто источније (Чачак је тако био у провинцији Далмацији). Након Трајанових Дачких ратова Мезија се проширила на север да би заузела територију између Дунава и доње Тисе, до реке Марош.
Горња Мезија је увек била војна, гранична провинција римског царства. Највећи римски војни логори су били у Београду (римски Сингидунум), недалеко од Пожаревца (римски Виминацијум): ту су биле стациониране две легије, кључне за одбрану дунавског лимеса.
И други градови у Горњој Мезији имали су војне логоре: Рацијарија (у данашњој Бугарској), на пример. Од градова од већег значаја у Горњој Мезији треба споменути Скупи (недалеко од данашњег Скопља), Ремесијана (данас Бела Паланка), Улпијана (данас Липљан), Акве (данас Прахово), Наисус (данас Ниш).
У време цара Хадријана ови већи градови у Горњој Мезији добили су статус муниципијума, а у то време латински језик и римска култура се проширила и у ову провинцију.

### Провинција Доња Панонија
Доња Панонија (лат. Pannonia Inferior) је била покрајина у Панонској низији унутар Римског царства. Формирана је вероватно 103. године, издвајањем из територије Паноније, у оквиру припрема цара Трајана за рат против Дачана. Пар векова након њеног оснивања пала је под власт Франачке, а након поделе франачког царства припала је немачком Светом римском царству. У састав Доње Паноније су улазили делови територије данашње Мађарске, Србије, Хрватске и Српске.

### Провинција Дарданија
Дарданија (лат. Dardania; антгрч. Δαρδανία [Dardanía]) је била једна од провинција Римског царства у 3. и 4. веку. Пре римског освајања, Дарданија је била независна краљевина. Завладавши овим подручјем, Римљани су простор Дарданије укључили у провинцију Мезију, а потом у провинцију Дакију. Посебна провинција Дарданија формирана је 284. године, у време цара Диоклецијана, а за престоницу нове провинције је одређен град Наисус (данашњи Ниш). Источни делови провинције (укључујући и Наисус) су касније издвојени из Дарданије и прикључени Медитеранској Дакији. Провинција је била део Римског царства, све до његове поделе 395. године, када је припала Источном римском царству (Византији), у оквиру којег ће наставити да постоји све до насељавања Словена на Балкан.

### Провинција Превалитана
Превалис (лат. Prevalis) или Превалитана (Шаблон:Јез- или Prevaliana), је била провинција Римског царства, која је обухватала територију једног дела данашње Црне Горе, Србије и Албаније. Одвојена је као посебна провинција од провинције Далмације 297. године (можда 305. или 306.), ради побољшања везе између мора и старог центра провинције Далмације — Салоне. Од приморских градова обухватала је Улцињ и Љеш, а од континенталних Дукљу и Скадар.
Управник провинције (презес), са титулом лат. Vir Clarissimus (V.C) или лат. Vir perfectissimus (V.P) (као и лат. Iudex, Rector, Moderator), имао је административне и судске функције. Презес се налазио у Скадру. Реформама које уводе Диоклецијан и Константин I одвајају у провинцијама се цивилна и војна власт (коју има лат. dux). Од 3. века постојале су веће латифундије и виле рустике биле су централна здања, зидана уз саму обалу на месту заклоњеном од ветра. Најзначајнији примерак је вила рустика из Петровца на мору, која је датована у 4. век) и нешто једноставнија на Превлаци код Тивта.
Под вођством Алариха Готи два пута долазе до границе Превалиса, 400. и 403. године. Источни Готи долазе до границе 459. године.
Године 395. римски цар Теодосије I дели Царство на Источно и Западно. Граница између источног и западног дела ишла је рекама Савом и Дрином, а затим се спуштала према Скадарском језеру.
Ова граница ће се након пропасти Западног римског царства (Источно римско царство ће опстати још готово хиљаду година), услед продора разних народа на римску територију, и даље рефлектовати, првенствено као културна граница између европског истока и запада. Српски народ населивши се на територије с обе стране границе (на терену симболичне, али у очима онодобних и садашњих великих сила стварне), наћи ће се распет између европског истока и запада, на правој историјској ветромашини.

## Прадомовина Срба
Стара словенска постојбина је на простору средње Европе и источне Европе. Њене тачне границе нису прецизно утврђене. Претпоставља се да је у прадомовини Срба био део подручја западно од горњег тока реке Висле,, а вероватно и подручје око горњег тока реке Одре до изворишта Лабе на западу припада прадомовини Срба. На истоку у прадомовини је било подручје око средњег и горњег тока Дњепра,, са подручјем данашњег Курска, али подручје око Дона вероватно је било ван прадомовине. На северу се претпоставља да прадомовина Срба није стизала до ушћа Висле и обале Балтичког мора, а да је била јужно и од река Њемен и Двина, тако је изван ње било и подручје изворишта Волге. Јужна граница прадомовине били су Карпати на југозападу, а на југоистоку подручје доњег тока река Јужног Буга и подручје данашњег Дњепропетровска на Дњепру. Срби су најкасније од почетка 7. века насељавали најзападније крајеве словенског света, а подручје Лужичких Срба можда је делимично и подручје прадомовине Словена.
У својој старој постојбини Срби су живели у родовско-племенским заједницама. Бавили су се сточарством, земљорадњом и ловом. Земљорадња је била заснована на обради земље ралом, тако се земља брзо исцрпљивала, а Срби су се морали селити. Веће сеобе Срба изазвали су напади и сеобе номадских народа Хуна и Авара од 4. до 7. века. У то време на крајњем западу простора који су насељавали Словени, њих су нападали и Франци. Да би се лакше бранили од Авара и Франака, између реке Лабе и Алпа Словени су створили Самов савез Словена (око 623—658). У то време и део Срба напустио је прадомовину отишавши на југ, а са другим Јужним Словенима (ближе Црнога мора), због додира са развијенијом грчком-римском цивилизацијом, ће полако напуштати начин живота у родовској заједници.
У науци се наводе различити разлози словенских сеоба. Највјероватнији је тај да су Словени били приморани на расељавања повучени великом сеобом народа и хунским нападима. Сеоба Словена је био дуготрајан процес, много дужи него што се сматрало у традиционалној науци.

## Долазак Срба у југоисточну Европу
Досељавање Јужних Словена на просторе југоисточне Европе отпочело је током 6. века, путем повремених упада у Византијско царство са леве обале Дунава, а окончано је у првој половини 7. века доласком Срба и Хрвата и њиховим трајним насељавањем у запоседнутим областима. Процес позиционирања појединих племена и словенских група у новим областима међутим трајао је и током наредна два века, а окончан је крајем 8. и почетком 9. века када се јављају и прве државе код Јужних Словена.
Старија историографија је узимала, као поуздане, податке које је написао византијски цар Константин VII Порфирогенит о досељењу Срба у југоисточну Европу. По њему Срби су у 7. веку населили пространу територију: Рашку, Босну, Дукљу, Травунију, Захумље и Паганију. Исто мисле и неки савремени истраживачи.
Најсевернија приморска област коју су населили Срби била је Паганија од Цетине до Неретве са острвима Хвар, Брач, Корчула и Мљет. Од Неретве до Дубровника простирало се Захумље, док се од Дубровника до Бока которске простирала Травунија са Конављем, док је најјужнија област насељена Србима Дукља од Котора до Бојане.
Током 6. века, на просторима југоисточне Европе почињу да се појављују словенска, односно српска племена, чији су чести упади на византијску територију довели до постепеног урушавања, а потом и потпуне пропасти царске власти у многим областима, укључујући и покрајину Превалитану, која је обухватала највећи део данашње Црне Горе, Старе Херцеговине, Бока которске, Приморја, Зете, Рашке области. Словенски досељеници су по правилу запосједали жупске предјеле, док се старо романско становништво повукло у приморске градове и тешко приступачне планинске крајеве. Почевши од прве половине 7. вијека, односно од времена владавине византијског цара Ираклија (610—641), међу досељеним Словенима посебно и готово искључиво се истичу Срби. На шири просторни опсег српских земаља у раном средњем веку први је указао франачки хроничар Ајнхарда, који је у својим Аналима Франачког краљевства (лат. Annales Regni Francorum) забележио, под 822. годином, да су Срби народ који држи велики део Далмације (лат. ad Sorabos, quae natio magnam Dalmatiae partem obtinere dicitur).
- Сеоба Срба на Балкан у 6. веку, према мишљењу о положају Беле Србије у Лужици и Полабљу
- Сеоба Срба на Балкан у 6. веку, према мишљењу о положају Беле Србије у данашњој западној Украјини
- Долазак Срба на југоисток Европе
- Миграције Срба у раном средњем веку

## Историја Срба пре Немањића
О раној историји Срба најзначајније податке је оставио ромејски (византијски) цар Константин VII Порфирогенит у свом знаменитом историографском делу под насловом De administrando imperio. Она сведочи да су, на просторима на којима су се настанили Срби, формиране посебне територијалне јединице, односно склавиније, које је Константин Порфирогенит називао Србијом, Паганијом, Захумљем, Травунијом и Дукљом. Података о првим вековима боравка Срба и уопште Словена на Балканском полуострву има мало. Из њих је изведена претпоставка да су Срби дошли на Балкан око 610. године, а да је вођа те сеобе био оснивач прве српске државе и прве српске владарске породице. Његово име није записано у поузданим историјским изворима, а познат је под легендарним именом „Селимир”, које је забележено у Gesta regum Sclavorum. Средином 9. века Срби предвођени Властимиром (око 850—862) и многобожачким елементом у народу подижу побуну против Византије и стичу самосталност. На нову српску државу одмах су ударили Бугари, али их Срби предвођени прво Властимиром, а касније и његовим синовима Мутимиром (862—891), Стројимиром и Гојником побеђују у два рата. Током Мутимирове владавине Срби званично примају хришћанство између 870. и 874. године. Мутимира наслеђује Петар Гојниковић (892—917), чији вазал обласни кнез Захумља Михајло Вишевић покушава почетком 10. века да прошири српске земље на Апенинско полуострво. У првој половини 10. века врховни српски архонти покушавају да очувају своју самосталност у борбама Бугара и Византије око превласти на полуострву. Бугарски цар Симеон I осваја цело Балканско полуострво, заузевши 924. године и српске земље. После његове смрти Часлав Клонимировић 931. године поново обнавља јединствену српску државу која нестаје његовом погибијом у сукобу са Мађарима око 960. године.

### Српска држава Властимировића
Властимировићи (негде је забележено као Вишеславићи или Војиславићи) су прва српска владарска династија о којој постоје историјске белешке, а која је владала средњевековном Кнежевином Србијом од 7. дo 10. века. Цар Константин VII Порфирогенит у свом дјелу De administrando imperio посвећује осам поглавља досељавању Срба и доцније Хрвата на Балкан. У поднаслову једног поглавља стоји „О Србима и земљи у којој сада обитавају” и говори се о пореклу, постојбини и извеснијим члановима српске владарске породице. Врховни поглавар Срба у Белој Србији је имао два сина од којих је један одвео пола свога народа и отишао цару Ираклију тражећи од њега да му да на дар земљу на којој ће се са својим народом населити, док је други син остао да након оца влада Бијелом Србијом. Србима који су дошли на Балкан наставили су да владају потомци њиховог вође (син, потом унук и тако даље, по принципу Примогенитуре), а први владар кога знамо по имену је Вишеслав (Војислав) за кога се сматра да је владао око 780. године. После њега на власт долази његов син Радослав, кога наслеђује његов син Просигој. Након доласка на Балкан, Срби су формирали неколико међусобно повезаних књажевина. Средином 9. вијека, формира се јако државно средиште под кнезом Властимиром. Властимир (9. век—860) је први српски жупан (кнез) о коме постоји више података. Он је син жупана Просигоја, владао је врло успешно Србијом. У рату (који је био у времену од 836. до 852. год) против бугарског хана Пресијана, Властимир је био победник. Да би и са запада осигурао своју државу, удао је своју ћерку Крајину за требињског жупана Белу, подаривши му титулу кнеза („архонта”). Тиме је Травунију вазално везао за источну Србију (Рашку), у чијем је саставу она остала као зависна, вазална област, до друге половине 10. века. Властимира наслеђује најстарији син Мутимир. Мутимир је са својом браћом Стојимиром и Гојником успешно одбио нови бугарски напад на Србију за вријеме Бориса (852—888), када Бугарска почиње да снажи, али је и Србија (Рашка) постала доста јака држава. У време жупана Мутимира извршено је „Крштење Србије” 879. године. Посљедњи владар из рода Властимировића, кнез(негде Краљ, односно Архонт) Часлав је, уз помоћ и подршку Византије, обновио и ојачао српску државу, тако да је она могла да парира тадашњем Бугарском царству. Смрћу цара Симеона (927), он долази у Србију из Бугарске (гдје је провео готово цијели дотадашњи живот), те уз помоћ Византије обнавља своју државу. Тада је Србија (Рашка), поред централних области, обухватала Босну и Травунију. Само је Хум, од земаља гдје су живели Срби (као и у свим просторима од Цетине до Бојане, како свједочи Константин VII Порфирогенит) остао неприпојен Србији; њиме је управљао Михајло Вишевић, који се после пораза Бугара од стране Византије ставио под њихову заштиту. Како су крајем 9. вијека у Панонију стигли Угри (Мађари), они су својим брзим коњима из подунавске равнице (Дунава и Тисе) правили упаде у српске земље, нарочито у Босну, али их је сузбио српски жупан (кнез) Часлав, погубивши у једном окршају угарског кнеза Киза. Да би се Угри осветили, како нас обавештава Барски родослов (Летопис попа Дукљанина), они су у ноћном препаду у данашњој Мачви заробили жупана Часлава и са блиским сродницима бацили у Саву. Константин Порфирогенит као титулу српских владара користи старогрчки термин архонт, за који се сматра да у случају српских владара одговара титули кнеза. У „Летопису Попа Дукљанина” се наводи да је Часлав носио титулу краља. У време византијског цара Јована Цимискије (969—976) Византија ће покорити Бугарску и Србију све до реке Дунава. После његове смрти, Србија се распада по принципу феудалне раздробљености.
Назив династије Властимировићи створили су историчари према првом владару из ове династије који је створио независну државу (до тада је Србија била у саставу Византије) кнезу Властимиру, за разлику од Немањића, који су тако називани још у своје време. Понекад, мада доста ретко, ова се владарска породица назива Вишеславићи или Вишеслављевићи, према првом владару чије нам је име познато, кнезу Вишеславу. Значај Властимировића је у томе што су створили прву српску независну државу на Балкану и што је за време њихове владавине постојала врховна власт над свим српским областима на Балкану. Смрћу Часлава Клонимировића та врховна власт престаје да постоји и више никада неће бити обновљена, већ ће се српске области након тога често наћи у отвореном сукобу или на различитим зараћеним странама.

### Срби у Травунији и Конавлима
Травунија (лат. Tribunia) је српска историјска област, која је током раног средњовековног раздобља постојала као посебна удеона кнежевина у склопу српских земаља. Травунска кнежевина је током 9. и 10. века обухватала југоисточне делове данашње Херцеговине, најзападније делове данашње Црне Горе и крајњи јужни део данашње Далмације, укључујући и Конавле. Главни историјски извор за историју ове кнежевине су историографски списи византијског цара Константина VII Порфирогенита, који је Травунију описао као једну од српских области: „Земља Травуњана и Конављана је једна. Тамошњи становници воде порекло од некрштених Срба, који су ту живели од оног архонта који је пребегао цару Ираклију из некрштене Србије … Архонти Травуније увек су били под влашћу архонта Србије”. Од свог самог настанка владари Травуније били су потчињени врховном кнезу (архонту) свих Срба на Балкану кнезу Србије из породице Властимировића. Смрћу Часлава Клонимировића нестаје јединствене српске државе, а српске области, међу којима је и Травунија, потпадају под византијску власт и постају њени вазали. Дукљански владар Стефан Војислав након победе над Византијом у бици код Бара 1042. године, проширује своју власт на Травунију и Захумље. Када је Дукља1077. године постала прва српска краљевина, у њеном саставу се налазила и Травунија, која након распада Дукље улази у састав Србије под Немањићима.

### Срби у Захумљу
Захумље (лат. Chulmorum) је била српска средњовековна кнежевина која је обухватала јужну Далмацију и делове Босне и Херцеговине до 10. века. Почетком 10. века, Захумље је било у саставу државе српског кнеза Часлава Клонимировића. Најстарији познати владар Захумља био је Михајло Вишевић (910—950) који је у име Византије освојио град Сипонто на Апенинском полуострву. Каснији владари Захумља потичу од кнеза Завиде чији су синови били Стефан Немања, Тихомир, Страцимир и Мирослав. Захумље је дато Мирославу. Као кнез Захумља (1168—1171), оженио се са сестром бана Кулина. Затим следи Тољен и Тољен II, кнез северног Захумља. 1239. године Никола, жупан Захумља се оженио 1338. Катарином Котроманић. Петар је био кнез Захумља (1198—1227) и кнез града Сплита (1222—1225). Андрија је следио као кнез Приморија и кнез Јужног Захумља 1250. Затим Богдан, жупан Захумља од 1249. до 1252. године, који је владао заједно са Радославом 1249. Стјепан Константин је био кнез Захумља и наследник српског престола 1323. Угљеша Мрњавчевић, потомак српске куће Мрњавчевића је владао Захумљем од 1370. до своје смрти, 1404. године. Сандаљ Хранић Косача, кнез Захумља и један од Војвода Светог Саве је постао Велики Војвода Босне до своје смрти 1435. Следио га је Стефан Вукчић Косача за Великог Војводу и кнеза Захумља до његове смрти 1466.

### Срби у Неретљанској кнежевини
Неретљанска кнежевина (такође позната и као Паганија) била је српска средњовековна кнежевина, односно земља, која се у периоду од 7. до 10. века простирала у приморским областима између река Неретве и Цетине. Ромеји су земљу Неретљана прозвали „Паганија” због тога њени становници нису прихватили хришћанство у време када је то учинила већина Срба. Неретљанска кнежевина се на северозападу граничила са средњовековном хрватском кнежевином, простирући се све до ушћа реке Цетине. Кнежевина се састојала од три главне области: Макар, Расток (од Имотског до Љубушког) и Дален. Такође је укључивала острва Мљет, Корчула, Брач и Хвар. Најважнији градови Неретљанске кнежевине били су Вруља, Мокро, Острог и Лавцен или Славинеца; али далеко најважнији је био утврђени Омиш у каснијим годинама. На југоистоку, кнежевина се простирала до реке Неретве, где се граничила са Захумљем. Према писањима Константина Порфирогенита и других византијских хроничара, „Паганија” је била једна од кнежевина насељених Србима. Становништво Неретљанске кнежевине се жестоко опирало хришћанству, видећи га као средство притиска и дуго су задржали словенски паганизам. Поред морепловства, Неретљани су били добри у трговини, гајењу маслина, смокви и винове лозе. Изван Биокова и Мосора и на острвима, гајили су стоку и такође су обрађивали поља. У каснијим годинама, Неретљанска кнежевина је је увозила пшеницу, а извозила вино, усољену рибу, осушено воће, итд. Најбоља вештина и највећи приход Неретљана је било гусарство. Плен је дељен на традиционалан начин као и улов рибе — једна половина иде набављачу брода и организатору лова (кнезу или старешини), а друга половина је дељена између посаде. Главни тип брода који су Неретљани користили је била Сагена од почетка 9. века, варијација викиншког дракара. То је био дуг, релативно, плитак брод који се одликовао великом брзином, узаним трупом, оштрим луком и јарболом. Њиме је управљало око 40 чланова посаде који су у исто време били војници. Друга врста брода који су Неретљани користили је Кондура, сличан Сагени, али много мањи, са посадом од 20 људи. Постојали су и други типови бродова и баржи који су користили Неретљани. Неретљанске вође су се називале судије, иако се црква њима обраћа као краљевима. Титуле племства су биле: кнез, чувар блага, капетан, витез и ризар. Неретљанска кнежевина је основана од стране непокрштених Срба, којима је дата погодна земља за насељавање у првој половини 7. века, незадовољним претходном земљом у теми Солун. Пошто су они напустили своју земљу у центру Балканског полуострва и кренули да се селе назад преко реке Дунав, Неретљани су убедили цара Ираклија преко свог посланика, гувернера Сингидунума, да им пружи нову земљу. Ту су се брзо стопили са месним романизованимстановништвом које им је пренело тајне бродоградње које су комбиноване са већ развијеним словенским практичним вештинама. Романизовано становништво није успело да задржи своју културу у Неретљанској кнежевини, као другде у Далмацији, пошто су градови брзо изгубили своју славу — попут Нароне на ушћу Неретве која није преживела словенску инвазију.

### Српска држава Војислављевића

#### Кнез Јован Владимир
Овај кнез српске државе Дукље, се први пут спомиње 990/991. године. Он је био син Петриславов, унук Хвалимиров, а праунук Тугемира (чији је деда из Требиња, у Травунији, завладао Дукљом). Седиште му је било поред цркве Пречисте Крајинске и био је вазал цара Самуила, чијом се кћерком Теодором-Косаром, оженио. Крајем 10. и почетком 11. вијека, у Дукљи је владао српски кнез Јован Владимир који је као византијски савезник признавао врховну власт цара Василија II. Када је српско-бугарски цар Самуило око 997. године напао Дукљу, Јован Владимир се повукао у неприступачне планинске пределе у околини Скадра. Како није имао снаге да се одупре, предао се, али је остао на челу Дукље оженивши се Самуиловом ћерком Косаром. Убијен је у Преспи, 22. маја 1016. године. Канонизован је и постао је Први(хронолошки) српски светац. Убијен је на превару и кривоклетство, 22. маја 1016. године у Преспи, од стране Самуиловог братанца Јована Владислава. Овај српски дукљански кнез обзиром да је живео у X—XI веку — најстарији је Србин са ореолом свеца. Његов култ још живи, а мошти му се налазе у манастиру Шин Ђон (Свети Јован) у Елбасану (Албанија).

#### Михаило Војислављевић, кнез и краљ Дукље(Србије)
По мајчиној смрти, око 1046. године, Михаило, син кнеза Војислава проглашава се за господара (кнеза) Дукље. Владао је око 35 година, најприје као кнез, а потом као краљ. За вријеме његове власти следи даљи успон државе (византијски цар са Дукљом склапа уговор о савезништву и пријатељству). За време Михаиловог владања долази и до црквеног раскола, 1054. године. Врло рано, међу представницима хришћана, јавили су се спорови по разним теолошким питањима. Први раскол (шизма) догодио се на католичку и источну (после реформације: грчко-православну) цркву. Овај се догађај збио десет година по осамостаљењу Дукље(Србије), а граница две хришћанске цркве — прешла је и преко територије коју заузима данашњи српски етнички простор. Ова граница из 1054. ишла је истом замишљеном линијом, као и 395. године, када се Римско царство поделило на Источно и Западно. После раскола хришћанске цркве, кнез Михаило је подржао већу самосталност Цркве у Србији и државну оријентацију према Западу. Михаило је 1077. године од папе Гргура VII добио краљевске знакове (rex Sclavorum) чиме је и Дукља била призната као краљевина. Овај се догађај осликава и у каснијој епохи, за владавине Немањића. Краљ Михаило се последњи пут спомиње 1081. године.

#### Константин Бодин, краљ Дукље(Србије)
Као будући наследник краља Михаила Бодин је на Балкану имао значајну улогу у устанцима против Византије, па се у доба његове владавине утицај и територијални простор Дукље шири и на суседне српске државе: Рашку и Босну, донекле и Бугарску. Наиме, пред крај владавине краља Михајла, догађају се велике промене у омјеру снага на Балканском полуострву. Византија је исцрпљена грађанским ратовима. Нормани из Јужне Италије припремају поход на Цариград. На страни Византије, у почетку, Михајлов син је узнемиравао Нормане. Уз Византинце је тако стала млетачка флота и један одред под Бодином. До битке је дошло 1081. године, под Драчом. Био је то византински пораз. Када је настало расуло међу византинским најамницима (турски одреди) Бодин се држао по страни, не улазећи у борбу. Што више, Бодин ће се окренути Норманима. У априлу 1081. године оженио је норманску принцезу Јаквинту, ћерку Архириза, вође норманске странке у Барију. Према Аналима града Барија (Annales Barenses): „Архириз је дао сину Михајла, краља Срба, своју кћер за жену”. По смрти краља Михаила, као самосталан владар, Бодин се помиње 1085. године, када је, искористивши смрт Роберта Гвискара и промјену снага на Балкану, од власти „франака” („de potestate Francorum”) освојио grad Драч и целу драчку област. Чим је постао краљ, настојао је из Дукље протерати супарнике, Радослављеве насљеднике (синове најстаријег Радослављевог сина Бранислава и његову браћу). Посредник у помирењу је била Барска архиепископија, односно први барски архиепископ Петар. Послије овако склопљеног мира, године 1083. или 1084. — краљ Бодин предузима походе на српске кнежевине Рашку и Босну, па их присаједињује краљевини Дукљи. У Рашкој поставља на власт два жупана са свог двора: Вукана и Марка, од којих добија вазалну заклетву. Дана 8. јануара 1089. године, Бодин успева Бару издејствовати ранг надбискупије, користећи расцеп у римокатоличкој цркви и борбу око папског престола између Виктора III и Урбана II са једне стране и Клемента III (антипапе) са друге. Као први од барских надбискупа помиње се Петар (1064—1094) устоличен 1089. године, од стране папе Александра II. Међутим због свог држања у бици код Драча, краљ Дукље је изгубио повјерење Византије. Византија из добијеног Драча почиње офанзиву на Дукљу и повратила је одузете градове (мали епископски градови: Дриваст, Сард, Спата, Балеч). Бодин је био поражен и заробљен, мада није познато место одлучујуће битке. Писац Барског родослова описује само унутрашње борбе краља Бодина и његових стричевића (Браниславићи) и није наклоњен краљу Дукље. То је по овом писцу био и узрок рата између Дукље и Дубровника. Бодинов кнез у Босни, Стефан, четири је године опседао Дубровник, 1104. godine (опис опсаде по дубровачкој „Analista I”). Носиоци одбране града били су Бранислављева браћа и синови, са својим људима из Дукље (њих око 400) а који су послије заробљавања Бранислава у Скадру, потражили уточиште у овом граду. Под зидинама Дубровника, краљ Бодин је осветољубиво погубио Бранислава и његовог брата (сахрањени у Локрумски бенедиктански манастир). Како грађани Дубровника већином нису желели да страдају због међусобног ривалства и сукоба у Дукљи, Браниславићи се са људима преко Сплита и Апулије склањају у Цариград. Краљ Бодин је, вјерује се, заузео Дубровник и подигао тврђаву (кулу) али је вероватније да је његов кнез Босне Стефан само сазидао кулу испод брда Срђа, да би одсекао Дубровчане од копнених путева. Према легенди коју налазимо код дубровачких аналиста, Дубровчанима је кулу, неколико година касније, предао Utivigo Gradiense, њен заповедник и тим гестом заслужио право грађанства (према истој легенди, од тог човека потиче дубровачка властелинска породица Градићи). Писац Барског родослова каже да је краљ Бодин владао Дукљом двадесет шест година и према томе умро 1108. године. Сахрањен је по „more regalli”, у манастиру св. Срђа и Вакха, на Бојани. Послије Бодинове смрти, моћ Дукље је опадала и територијално и политички.
Дукљом су још владали и: Краљ Доброслав II (1101—1102, 1102) Краљ Михаило Војислављевић (1101—1102) Краљ Кочапар (1102—1103) Краљ Владимир Војислављевић (1103—1114) Краљ Ђорђе Бодиновић (1114—1118, 1125—1131) Кнез Грубеша (1118—1125) Краљ Градихна (1131—1148) Кнез Радослав Градишнић (1146—1148, 1162) Жупан Деса (1148—1163) Кнез Михаило Војислављевић (1162—1186).

### Србија династије Вукановића
Вукановићи су били српска владарска породица која је владала Рашком од краја 11. века до почетка друге половине 12. века (1083/84-1166). Само име династије је наведено условно, односно представља термин који су модерни историчари извели из имена првог значајнијег владара ове породице, рашког великог жупана Вукана. У династију Вукановића највероватније је спадао и Завида, отац великог жупана Тихомира и његовог наследника Стефана Немање, оснивача династије Немањића. Према томе, Немањићи се могу посматрати и као споредна (млађа) грана Вукановића. По хрватском аутору из 1842. године, наводи се родословни низ претходника Немањиних: Стефан Немања је био 52. српски владар и син Деше — „великог жупана српског”; Деша (Деса) је био син Уроша — „владара тарнавског”; Урош је син Љубомира — „владара тарнавског” (Тарнава); Љубомир је био син Степана (Стефана?) — „православног свештеника из босанске вароши Тухле”. (Тузле?) Од женских чланова династије позната нам је детаљније само ћерка Уроша I, Јелена, захваљујући томе што је 1129. удата за угарског принца и потоњег краља Белу II Слепог. У време малолетства њиховог сина Гезе II Јелена је вршила улогу регента уз помоћ свог брата Белоша, који је од 1141. био палатин угарског двора. Посредовањем угарског и чешког двора, Урош је своју другу ћерку Марију удао за Конрада од Знојма. Нажалост, сем овог догађаја, ништа нам друго није познато о Маријином животу. Вукан је на власт дошао као штићеник краља Бодина. Међутим, након што су Византинци око 1085. заробили Константина Бодина, дукљански краљ се по ослобађању морао окренути борбама са члановима своје породице. Борбу против Византије судећи по нарацији Ане Комнине тада предузима Вукан готово редовно пустошећи царске територије источно од линије Стари Рас — Звечан — Пећ. Велики жупан је 1093. спалио најзначајнију византијску тврђаву према рашкој граници — Липљан, а затим се склонио у Звечан. Тек је долазак цара Алексија I Комнина у Скопље натерао Вукана да прихвати преговоре који су најзад закључени када је цар 1094. предузео још један поход све до Липљана. У оба случаја до директних борби са војском коју је цар предводио није долазило, али је Вукан морао да лично посети цара у Липљану, прихвати старе заклетве и препусти цару двадесетак угледних талаца међу којима су била и два његова синовца Урош и Стефан Вукан.

## Србија династије Немањића, проширење на исток, издвајање Босне из Србије, Дубровачка република
Немањићи су средњовековна српска династија која је владала Србијом више од два века и остварила највеће проширење средњовековне Србије. Династија је названа по Стефану Немањи I, оснивачу династије који је повезан са Вукановићима по мушкој линији и са Војислављевићима по женској линији. У династији има једанаест владара, с тим што се династија можда наставила, женском линијом у династију Лазаревића. Како су Лазаревићи родбински повезани са династијом Бранковића, који су владали делом Срба до прве половине шеснаестог века постоји могућност да су по женској линији и ти Бранковићи били потомци Немањића. Српска држава у средњем веку је свој врхунац доживела под Немањићима. Српско краљевство је проглашено 1217, а аутокефална српска архиепископија је проглашена 1219. Исте године је Сава Немањић објавио Номоканон Светог Саве. Сви српски владари краљевске породице Немањића за собом су остављали задужбине, своје цркве и манастире, да искупе своје душе и покажу своју величину. Међу многобројним манастирима који су њихова задужбина, истичу се: Жича, Студеница, Милешева, Сопоћани, Хиландар, Грачаница, Свети Архангели, Бањска, Високи Дечани и други. Династија је дала десет владара, који су већином од Српске православне цркве канонизовани и зато се цела династија назива и Светородном. Владари из породице Немањић владали су Србијом од 1166. до 1371. године: Владари: велики жупан Стефан Немања I, велики жупан 1165/66—1196, краљ Стефан Првовенчани (Стефан Немања II), велики жупан 1196—1217, краљ Србије 1217—1227. (са прекидом), краљ Стефан Радослав, краљ Србије 1227—1233/34, краљ Стефан Владислав, краљ Србије 1233/34—1241/42, краљ Стефан Урош I, краљ Србије 1241/42—1276, краљ Стефан Драгутин, краљ Србије 1276—1282, касније краљ Срема 1284—1316, краљ Стефан Урош II Милутин, краљ Србије 1282—1321, краљ Владислав II,1316. и 1321—1325. краљ Срема, и непризнати краљ Србије 1321—1324, краљ Стефан Урош III Дечански, краљ Србије 1321—1331, цар Стефан Урош IV Душан, краљ Србије 1331—1346, цар Срба, Бугара и Грка 1346—1355, цар Стефан Урош V Нејаки, цар Србије 1355—1371.

### Стефан Немања
Стефан Немања (понекад Стеван, црсл. Стѣфань; око 1113 — 13. фебруар 1199) био је велики жупан Рашке и родоначелник владарске династије Немањића, која је у једном периоду владала делом тадашње Србије у средњем веку. Сматра се једним од најзначајнијих српских владара, а заједно са сином Светим Савом Српским, једним од утемељивача Српске православне цркве, која Стефана Немању слави као Светог Симеона Мироточивог. Доба његове владавине представља преломни период у историји и култури Срба. Као најмлађи син властелина Завиде, збацио је вероватно 1166. године свог најстаријег брата Тихомира и врховну власт Византије. Поред брата Тихомира имао је још два брата Мирослава и Страцимира. Након пропасти антивизантијске коалиције, у којој је учествовао, 1172. године, Немања I се предао византијском цару Манојлу I Комнину (1143—1180) и признао га за свог суверена. После цареве смрти 1180. започео је нападе на византијску територију и завршио ширење своје власти на околне српске области (Косово, Зета, Травунија, Захумље и Неретљанска област), осим Босне. Његова експанзија је окончана поразом на Морави 1190. године, након чега је Рашка симболично постала византијски вазал, али је Немањи признат већи део дотадашњих освајања. На унутрашњем плану, окренуо се учвршћивању власти у земљи. Сазвао је сабор против богумила у Рашкој, након чега се, уз помоћ војске, сурово обрачунао са следбеницима овог учења, које је сматрано јеретичким. На међународном плану српски велики жупан је био одан вазал Манојлу Комнину од 1172. године, шаљући му помоћне војне одреде који су учествовали и у бици код Мириокефалона (1176). године, али после смрти цара Манојла I (1180), велики жупан се одметнуо и улазио је у велике савезе против Византије. Послао је своје посланике чак у Нирнберг 1188. на преговоре са светим римским царем Фридрихом I Барбаросом (1155—1190). У уметности, његову владавину карактерише почетак подизања монументалних владарских задужбина, као и појава аутентичног српског стила у сакралној архитектури, познатог као Рашки стил, за чији почетак се узима његово подизање манастира Ђурђеви Ступови. Поред њега, Немања је подигао и обновио читав низ цркава и манастира, међу којима треба истаћи манастире: Студеницу (коју је подигао себи као маузолеј) и Хиландар, који је обновио из темеља са сином Савом 1198. године. Повукао се са власти и замонашио на сабору 1196, а за свог наследника је одредио средњег сина Стефана Првовенчаног (велики жупан 1196—1217, краљ 1217—1228), у договору са византијским царем Алексијем III (1195—1203), чијом ћерком Евдокијом је Стефан био ожењен. Преминуо је као монах Симеон у манастиру Хиландар, а његове мошти су 1208. године пренете у манастир Студеницу, у коме се и данас налазе.

### Стефан Првовенчани
Стефан Првовенчани (око 1166. — 24. септембар 1227) био је српски средњовековни владар (1196—1227) и први крунисани краљ међу Немањићима, због чега је назван Првовенчани. Око његовог личног имена нема потпуног слагања међу српским историчарима. Већина историчара пише да је после рођења добио име Стефан, али према писању мањег броја историчара прво је на крштењу добио очево име Немања (II). Према томе његово пуно име вероватно је било Стефан Немања II Немањић Првовенчани, али је углавном потписиван само владарским именом Стефан. Почео је да влада као велики жупан, а према преовлађујућем мишљењу историчара крунисан је као краљ 1217. Тако су Срби после краљевине у Зети, добили другу краљевину у својој историји. Првовенчани је и један од првих значајних писаца оригиналних житија владара-светитеља у српској књижевности, а његов стил постао је узор за друге писце. Његово најзначајније дело је „Житије Светог Симеона” у коме је описао живот и чуда свога оца. Стефан Првовенчани био је други син великог жупана Стефана Немање, родоначелника династије Немањића, и Ане. Био је млађи брат Вукана Немањића, који је постао кнез и управник Зете, а старији је брат Растка Немањића, оснивача аутономне Српске архиепископије. Престо је наследио на државном сабору код Петрове цркве у Расу 25. март 1196. године по жељи свога оца, који се тада замонашио узевши име Симеон († 13. фебруар 1200), али престо је наслеђен мимо права примогенитуре. Након смрти оца Симеона, велики жупан Стефан Првовенчани морао је бранити оружјем своја владарска права од старијег брата — Вукана који је био кнез и самозвани краљ у Зети. Кнез Вукан је мислио да има више права на престо и титулу великог жупана, а њега је подржавао и угарски краљ Емерик. Тако је почео грађански рат између браће који траје од 1202. до 1204. или 1205. Привремено поражен од удружених снага брата Вукана и краља Угарске, Стефан се склонио вероватно у Бугарску 1202. или 1203. године. Након прве пропасти Византијског царствакоје су разорили крсташи Четвртог похода (у априлу 1204). Уз помоћ Бугара, Првовенчани се вратио на престо, али је одржао независност своје земље. Ту независност је одлучио да призна и римски папа надајући се да ће слањем краљевске круне ојачати свој углед у Србији. Према преовлађујућем мишљењу историчара Првовенчани је крунисан за краља Србије 1217. године, али мањи део историчара мисли да је крунисање било и у мају 1221. Посланик папе Хонорија III вероватно је донео краљевски венац (круну) у тадашњу Рашку, али је нејасно и ко је извршио крунисање. Стефан је био први крунисани (овенчани) краљ у породици Немањића, због чега је касније био памћен као „првовенчани краљ”, а одатле је изведен данас општеприхваћени надимак Првовенчани, то јест првокрунисани међу Немањићима. Његов брат, игуман манастира Студенице Сава I Немањић (после Свети Сава) вероватно је предложио владару Стефану Првовенчаном да су околности повољне да се Србија покуша и црквено осамосталити. У договору са братом Сава је отишао у Никеју 1219. године и из ње донео сагласност за самосталности српске цркве и стварање аутокефалне српске архиепископије.[9] Стефан Првовенчани је пред крај живота боловао и архиепископ Сава замонашио је болесног брата пред смрт, вероватно 24. септембар 1227. године, и зато њега Српска православна црква данас слави као светог Симона.

### Стефан Урош II Милутин
Стефан Урош II Милутин Немањић (око 1253. — Неродимље, 29. октобар 1321.) је био краљ Србије (1282—1321) и један од најмоћнијих српских владара у средњем веку. Припадао је династији Немањића. Био је млађи син краља Уроша I (1241—1276). Милутин је и млађи брат Стефана Драгутина (краљ Србије 1276—1282, а затим обласног управника и краља Срема 1284—1316). Од 1282. Милутин је преузевши краљевску круну постао и главна линија наслеђивања у владарској породици. Тако је он отац краља Стефана Уроша III Дечанског (1322—1331), деда краља, а касније цара, Стефана Уроша IV Душана Силног (1331—1355) и прадеда цара Стефана Уроша V (Нејаког). Током његове скоро четрдесетогодишње владавине, Краљевина Србија је отпочела своје значајно ширење ка југу на рачун Византије са којом је 1299. године успостављена нова граница на линији Охрид—Прилеп—Штип (које су држали Византинци), чиме је српској држави прикључен северни део данашње Албаније и већи део данашње Северне Македоније. Поред тога, водио је успешне ратове са Бугарима, од којих је трајно освојио Браничево са Кучевом, и Татарима. После Драгутинове смрти 1316. године дошао је у сукоб са краљем Угарске Карлом Робертом (1310—1342) због заузимања поседа свог брата и тада је изгубио Мачву и Београд (1319), али је успео да задржи Рудник и Браничево. Он је први краљ Србије који постаје озбиљан политички фактор у региону, који склапа офанзивне савезе, али и бива мета јаких савеза околних држава. Упоредо са тим, женидбама је успео да обезбеди освајања из успешних ратова са Византијом и Бугарима, док је сукоб са Татарима окончао слањем свог сина-наследника Стефана као таоца. На унутрашњем плану је извршио промену са рашког скромног двора, церемонија и титула на византијско уређење са раскошним двором. Подигао је и обновио већи број манастира и цркава међу којима се издвајају Богородица Љевишка, Грачаница, Краљева црква у Студеници, Богородица Тројеручица у Скопљу, Старо Нагоричане и његова задужбина Бањска на простору његове државе, односно манастирска црква у Хиландару на Светој гори ван његове државе. Паралелно са развојем сакралне архитектуре која је у његово доба добила нови облик познат као Вардарски стил, развијала се и фортификациона архитектурау којој су најзначајнији домети манастирско утврђење у Хиландару и проширење Београдске тврђаве градњом Западног Подграђа са пристаништем (мада има оних који то проширење приписују и Стефану Душану (краљ 1331—1346, цар 1346—1355)). Због свог задужбинарског деловања је канонизован две и по године након смрти и проглашен Светим краљем, а његово житије је написао његов сарадник и каснији архиепископ српски Данило II (1324—1337). Женио се чак пет пута, последњи пут Симонидом 1299. године и из тих бракова је имао два сина Стефана и Константина и две ћерке Ану (Неду) и Царицу (Зорицу). Иако је значајно проширио и ојачао српску државу и увео византијско уређење у њу, није успео да консолидује унутрашње прилике у земљи, тако да је после његове смрти дошло до грађанског рата. Против његовог законитог наследника и млађег сина Константина побунио се старији син Стефан (Ћоровићнаводи да је Константин био старији), а у борбе око престола се укључио и Драгутинов син Владислав који је према Дежевском споразуму из 1282. године требало да наследи Милутина. Расуло у земљи је било толико да се поједина властела једноставно отцепила (као Бранивојевићи у Захумљу), а банде пљачкаша су нападале чак и поворку која је преносила Милутиново тело у његову задужбину манастир Бањску.

### Стефан Урош III Дечански
Стефан Урош III Немањић (око 1276. или око 1284. — 11. новембар 1331), познатији као Стефан Дечански, био је краљ Србије из породице Немањића, син краља Милутина (1282—1321) и отац Стефана Душана (краљ 1331—1346, цар 1346—1355). Оженио се бугарском принцезом Теодором са којом је имао синове Душана и Душицу и ћерку Јелену. У другом браку, са византијском принцезом Маријом Палеолог, краљ Стефан Дечански имао је бар двоје деце: цара Симеон Синишу и Теодору. Био је талац Татара од 1292. до око 1297. године. Када се вратио, оженио се са Теодором и добио је на управу Зету. 1313. или 1314. године подиже побуну против Милутина, где бива побеђен, ослепљен и послат у Цариград, у којем је боравио 7 година. Када је Милутин умро 1321. године, он се враћа у Србију и започиње грађански рат између Константина и њега око престола, престо је освојио Стефан Дечански и крунисао се за краља 6. јануара 1322. године. Касније се побунио око престола и Владислав, али је био поражен код Рудника и остатак живота је провео у Угарској. Одмах након преузимања власти Стефану Дечанском је умрла жена Теодора. Ушао је у конфликт са Дубровником, па после и у рат, што је искористио бан Босне и заузео Хум 1326. године. У то време се оженио Маријом Палеолог. У Византији је дошло до грађанског рата, између Андроника II Палеолога и Андроника III Палеолога, Стефан Дечански је стао на страну Андроника II, али није вршио никакве битне војне операције, касније је рат победио Андроник III. Он после склапа савез са Бугарском против Србије и 1330. године објављују рат. Стефан Дечански је на паметан начин победио бугарску војску у бици код Велбужда 28. јуна 1330. године после чега је Византија потписала мир и тиме је створио од Србије најмоћнију силу на Балканском полуострву. После ових успеха, требало је да дође и освоји Трново, али се састао са Бугарима и потписао мир да на престолу буду његова сестра Ана и њен син Јован, што се властели никако није свидело. Стефан Душан почиње да постаје нелојалан уз подршку властеле и у августу 1331. године диже побуну против њега и Стефан Дечански бива заробљен код Неродимља и пребачен у тамницу у Звечане, где је умро под неразјашњеним околностима 11. новембра 1331. године, а Стефан Душан се крунисао за краља 8. септембра 1331. године. Подигао је манастир Високи Дечани према коме је назван Дечански. Српска православна црква га је канонизовала као светог краља.

### Бановина Босна
Босна у средњем веку је била једна од српских феудалних држава на Балканском полуострву која је постојала од 9. века до 1463. године. Обухвата три различита периода историјског развоја: период, када је била саставни део других српских држава (од VII века до 12. века); период Бановине Босне, када је имала привидну независност (од 12. века до 1377. године); период Краљевине Босне, када је практично била независна (од 1377. године до 1463. године);
Босна се као област први пут помиње у 32. глави списа О управљању Царством византијског цара Константина Порфирогенита чији је наслов „О Србима и земљи у којој сада станују”. На крају те главе византијски писац наводи насељена места у Србији и у области Босна која је тада обухватала тзв. Врхбосну односно горњи ток истоимене реке око данашњег Сарајева. После распада прве српске државена Балканском полуострву око 960. године, Босна улази у састав Самуилове државе (976—1018). После њене пропасти улази у састав Византије, да би је Константин Бодин (1081—1101) припојио око 1081. године краљевини Зети, а на њено чело је поставио кнеза Стефана. У процесу распадања српске краљевине у Зети, банови Босне од 1137. године признају врховну власт краља Мађарске. Током владавине византијског цара Манојла Комнина (1143—1180) и његове офанзивне политике на свим фронтовима улази 1167. године у састав Византије и тада ње у њој јавља први значајнији владар бан Кулин (1180—1204) чија сестра је била удата за захумског кнеза Мирослава, брата Стефана Немање ((1166)1168—1196). У то доба се у њој јавља и богумилски покрет који се временом претвара у тзв. цркву босанску која ће бити карактеристична за Босну до самог краја њеног постојања. Током целог XIII и у првој половини 14. века бановина Босна ће номинално признавати власт краљева Мађарске, иако у пракси та превласт није постојала или је постојала колико и боравак мађарских снага на тлу бановине. Током владавине Стефана II (1322—1353) и Твртка I (бан 1353—1377, краљ 1377—1391) Босна се проширује и оснажује, а цео процес бива крунисан Твртковим овенчавањем за краља 1377. године у манастиру Милешева.
Бановина Босна представља други период у развоју српске феудалне државе Босне. Формирана је вероватно већ 1137. године када врховну власт над Босном преузима краљевина Мађарска и претвара је у једну од својих бановина, и на њеном челу се од тада уместо кнеза налази бан. Постојала је до Митровдана (26. октобра) 1377. године када се њен последњи бан Твртко I (бан 1353—1377, краљ 1377—1391) на гробу Светог Саве у манастиру Милешева овенчао за краља уздигавши Босну на ранг краљевине. Током целог овог периода банови Босне су номинално признавали врховну власт краља Мађарске, осим у периоду од 1167. до 1180. године када се Босна, попут Рашке нашла у саставу Византијског царства током владавине Манојла Комнина (1143—1180). Државна вера у бановини Босни била је тзв. црква босанска што је за последицу имало како сиромашнију културу у односу на суседну Рашку односно Србију, тако и сталне ратове са краљевином Мађарском која је своје нападе правдала потребом да се искорени јерес која је завладала у Босни, пошто су и православна и католичка црква сматрале цркву босанску јеретичком.

### Дубровачка република
Од свог оснивања, па све до 12. века, Дубровник је улазио у састав Византијског царства. Међутим, без обзира на романску властелу, српска већина је асимиловала малобројну романску заједницу, па је за град превагнуло српско име Дубровник (насупрот романском Рагуза). За то време, град се шири и добија одређену аутономију (свог бискупа). Почетком 11. века, дубровачке лађе биле су препознатљиве широм Медитерана, а Дубровчани познати као вешти морепловци и трговци, који склапају трговачке уговоре са многим градовима и кнежевинама. Дубровник је 1186. склопио мир са Стефаном Немањом и братом му хумским кнезом Мирославом, а нешто касније и чувени трговачки уговор с босанским баном Кулином. Дубровачке лађе често морају да град бране од разних освајача: Самуило (992), Арапи (1028—1034), Нормани. Али и да ратује за туђе интересе (Нормани од 1081. до 1085). Након пада Цариграда 1204. године, у руке крсташа, Дубровчани су били принуђено да од 1205. признају врховну власт Венеције, под чијом влашћу остају све до 1358. године. За ово време, Дубровчани дижу три безуспешне буне, али се млетачке власти нису успели ослободити. Године 1295. у Дубровнику се десио велики пожар, који је уништио цело предграђе Дубраву и велики део града Рагузум (Ragusium). Због тога, оба насеља су се спојила у једно и више се нису смеле градити дрвене куће. Захваљујући јачању Српске краљевине, а касније и царства, Дубровник се територијално проширио на Ластово, Пељешац са Стоном, Мљет и цело Конавље. Свој највећи врхунац, Република је достигла током XIV и 15. века захваљујући трговачким привилегијама унутар Српског царства, а касније и његових наследница, где су се Дубровчани бавили закупљивањем тргова, рудника и царина од месних владара, чиме су додатно повећавали своје приходе. У доба свог највећег обима, република је захватала простор од Пељешца до Превлаке са деловима Конавла и Поповог поља. Уопште, Дубровник је због граница и своје трговине имао доста неприлика са својим суседима. Доласком на власт цара Душана, град ужива привилегије у царству, али плаћа и годишњи „српски данак” од 2.000 перпера. Од 13. века у Дубровнику постоји Српска канцеларија.

## Српско царство
Српско царство је српска средњовековна држава која је постојала средином 14. века. Формално српска средњовековна држава постала је царство када се краљ Стефан Душан прогласио за цара у Серу, крајем 1345. године, мада се тежње ка овој титули јављају још од почетка великих освајања византијских територија почетком Душанове владавине. Српско царство престало је да постоји смрћу Стефана Уроша V, децембра 1371. године. Српско царство било је по територији најраспрострањенија српска средњевековна држава. Душанова освајања дошла су као врхунац јачања Немањићке државе која је свој примат на Балканском полуострву потврдила битком код Велбужда 1330. године. Незадовољна српска властела, жељна нових поседа, збацила је с власти Стефана Уроша III Дечанског и на власт довела његовог сина Стефана Душана. Властела ће бити и главни покретач освајачких потеза српског краља, али ће она и доћи као последица промене државне идеологије и успона на хијерархији држава која је почела још од времена Стефана Уроша II Милутина. Душанова смрт онемогућила је да се новоосвојени простори учине саставним делом немањићке државе, те је након његове смрти отпочео распад српског царства који ће скончати смрћу његовог наследника Уроша, чиме је уједно свршена владавина Немањића у српској средњовековној историји.

### Цар Стефан Урош IV Душан Немањић „Силни”
Стефан Урош IV Душан Немањић (око 1308. — Девол, 20. децембар 1355), познат и као Стефан Душан или Душан Силни, био је последњи српски краљ из династије Немањића, владајући од 1331. до 1346. године, а затим је постао и први цар српске државе, када га је на Васкрс 16. априла 1346. године крунисао први српски патријарх Јоаникије II. Душан је владао над новонасталим Српским царством 9 година — од свог крунисања 1346. до своје смрти 20. децембра 1355. године. Цар Душан је описан као енергичан владар, јаког карактера и темперамента, зато је често називан и под именом „Душан Силни”. Рођен је око 1308. године од оца Стефана Дечанског и мајке Теодоре Смилец. Душанов деда по оцу је српски краљ Стефана Милутина, а по мајци бугарски цар Смилец. Као дечак је заједно са својим ослепљеним оцем, мајком и старијим братом Душицом изгнан у Цариград, највероватније 1314. године. То је била казна за младог краља Стефана Дечанског, који се побунио против оца и покушао да му отме власт, али га је краљ Милутин победио, ослепео и послао га заједно са његовом породицом у византијску престоницу Цариград. Почетком 1317. или 1318. године Стефану Дечанском је било дозвољено да се врати у краљевину Србију. Млади Душан је остао на двору свог деде Милутина, највероватније као талац. 1321. године, краљ Милутин умире, а после годину дана борбе за власт — на српски престо долази краљ Стефан, Душанов отац, коме се изненада повратио вид. Том приликом је Душан проглашен за наследника престола и додељена му је на управу Зета. Познато да је Душан учествовао у бици код Велбужда 1330. године, где је српска војска поразила бугарску и убила њиховог цара. У бици се Душан показао као изузетан ратник и командант, и вероватно је још ту задобио симпатије војске и властеле. Почетком 1331. године, односи Душана и његовог оца краља Стефана Дечанског су се прилично захладнели. Краљ Стефан је вероватно на наговор своје друге супруге, краљице Марије Палеолог, размишљао да уместо Душана за наследника прогласи свог другог сина Симеона Синишу. Уз подршку властеле која је желела веће освајачке походе, Душан се побунио против оца — свргнуо га са власти, и потом утамничио. Стефан Дечански је умро у тамници, али разлог смрти никада није био у потпуности откривен. Постоји неколико теорија о томе: неки извори тврде да је Стефан умро природном смрћу, док други наговештавају на то да је Душан наредио да се Стефан убије — што би могао да буде један од разлога зашто Душан није проглашен за светитеља. У току своје владавине, Душан ће освојити многа подручја и градове. Учествовао је током првог византијског грађанског рата на страни Јована Кантакузина, такође је и тада проширио своје територије. Убрзо након тог рата се крунисао за цара, али његову титулу нису признавале многе државе. Дешава се други грађански рат у Византији током којег је Стефан Душан активно учествовао и био у савезу са Јованом V Палеологом, током тог рата је заузео Епир и Тесалију. Напао је Босну и чак је стигао до главног града Бобовца, али због изненадног напада Византије, морао је да напусти Босну. Током владавине је неколико пута улазио у сукобе са Угарима, од којих је заузео Мачву. За време његовог живота Српска држава постаје најјача војна сила на Балкану, чак је и предвидео опасност од Турака. Душан се оженио бугарском принцезом Јеленом, са којом је добио јединог сина Уроша, а неки извори сматрају да су имали и ћерку. После смрти цара Душана 1355. године, царски трон наслеђује његов син Урош, званично цар Стефан Урош V. Занимљиво је да је имао свој посебан одред плаћеника, од којих је најпознатији Палман Брахт. Године 1349. је донео веома важан документ, који се зове „Душанов законик”, а писан је на српскословенском језику. Душанова царска круна се данас налази у Цетињском манастиру, у Црној Гори. Цар Душан је такође познат по томе што је саградио Манастир Светих архангелакод Призрена, где је и био сахрањен све до 1927. године, када је његово тело пренето у Цркви Светог Марка у Београду. Завршио је такође и задужбину свог оца Манастир Високи Дечани. Душан је сматран за хероја међу данашњим Србима, и има велико поштовање у народу.

### Цар Стефан Урош V Немањић
Стефан Урош V Немањић (1336/1337. — 4. децембар 1371), познатији као Урош Нејаки, син је и наследник цара Душана а владао је од децембра 1355. до децембра 1371. Његова задужбина је манастир Матејча. Он је последњи владар лозе Немањића. У његово време слаби централна власт и обласни господари се осамостаљују. После смрти цара Уроша V српска држава Немањића престаје да постоји. Владавина Уроша V, сина цара Душана, била је готово у сваком погледу супротна владавини његовог оца, а син цара Душана Силног понео је надимак Урош Нејаки. Српски цар који је титулу наследио од оца није успевао да заштити своју државу, ни од спољних напада, ни од унутрашњих побуна.

### Цар Симеон Урош Немањић
Симеон Урош Немањић, познат и као Симеон Немањић, Симеон Синиша, Синиша Урош или Симеон Урош Палеолог (грч. Συμεών Ούρεσης Παλαιολόγος; 1326—1371), био је цар Ромеја и Срба и целе Албаније од 1359. до 1370. године, владар Епира од 1359. до 1366. године и владар Тесалије од 1359. до 1371. године. Симеон је био син краља Стефана Уроша III Дечанског и византијске принцезе Марије Палеолог, Стефанове друге жене. Марија је била ћерка Јована Палеолога и унука цара византијског Михајла VIII Палеолога. Симеон је био полубрат цара Душана и по том основу је тражио право на престо по Душановој смрти. Године 1359. одметнуо се од Уроша Нејаког, цара Србије, прогласио себе за цара Ромеја и Срба и целе Албаније и постао самосталан владар. Са царском титулом владао је јужним областима некадашњег Душановог царства — Тесалијом, Епиром и Албанијом. Умро је 1371. године.

### Цар Јован Урош
Јован Урош (Дука Палеолог) Немањић је био син цара Ромеја и Срба и целе Албаније Симеона Немањића и његов наследник на престолу и последњи мушки изданак династије Немањића. Био је синовац цара Душана. Владао је од 1371. до 1372. године Епиром и Тесалијом као цар. Након његове смрти царством Ромеја и Срба владају Алексије и Манојло Филантропен, по народности Грци, да би османским освајањем ова држава убрзо нестала са политичке карте Европе. Замонашио се и добио име Јоасаф. У Српској православној цркви прославља се као светитељ. Ктитор је манастира Метеори који се налазе на стрмим стенама крај грчког града Стагој.

## Распад Српског царства, феудална раздробљеност, Српска деспотовина и Краљевина Босна
До распада Српског царства дошло је током владавине последњег Немањића, Стефана Уроша V Нејаког. Почетак опадања Царства означава долазак Симеона Синише Немањића на власт у Епиру и Тесалији. Најмоћнији српски великаш, Војислав Војиновић, остао је лојалан српском цару све до смрти 1363. године након чега је Урош приморан да се ослони на великаше династије Мрњавчевић. Резултат тога јесте крунисање Вукашина Мрњавчевића за краља. Краљ Вукашин и његов брат, деспот Јован Угљеша, погинули су 1371. године у бици на Марици. Урош је умро крајем исте године. Пошто није имао деце, његова смрт означила је крај владавине династије Немањић и крај Српског царства.

### Зета у доба Балшића
Зета у доба Балшића је историографски назив за српску средњовековну област Зете у доба владавине великашке династије Балшића, од око 1360. до 1421. године. Током тог раздобља, Зета је обухватала средишње и јужне делове данашње Црне Горе и северне делове данашње Албаније, а привремено се ширила и на неке друге области у непосредном суседству. Након изумирања владарског рода Балшића (1421), Зета је постала део Српске деспотовине.

### Држава краља Марка
Држава краља Марка је била средњовековна српска држава, која је постојала од 1371. до 1395. године у јужним српским областима западно од реке Вардара. Настала је непосредно након Маричке битке (1371) и погибије српског краља Вукашина (1365—1371), када је његов син Марко, дотадашњи млади краљ, преузео титулу српског краља, задржавши власт на ширем простору између Скопља и Охрида, са средиштем у области Пелагоније. Иако је Скопље недуго потом дошло под власт Вука Бранковића, краљ Марко је успео да задржи власт у широј области око Прилепа
Пошто је његова држава била непосредно угрожена услед турске најезде, Марко је морао да прихвати вазалске обавезе према султану Мурату I (1359—1389). Иако је Марко носио титулу српског краља, други обласни владари нису признавали његову стварну власт, а 1377. године и сама титула српског краља је добила још једног носиоца у лику дотадашњег бана Босне Стефана Твртка I (1377—1391)
Током наредних година, Турци су почели да успостављају непосредну власт у долини Вардара, а почетком 1392. године у њихове руке је пало и Скопље, чиме се Маркова држава нашла у турском обухвату и са северне стране. Иако је краљ Марко настојао да испуњава своје вазалске обавезе, његовој положај је постајао све тежи. Држава краља Марка са престоницом у Прилепу постојала је све до његове погибије у боју на Ровинама у пролеће 1395. године, након чега су читаву област освојили Турци.

### Држава Дејановића
Држава Дејановића је била средњовековна српска држава, која је постојала од 1371. до 1395. године у југоисточним српским областима источно од реке Вардара и око горњег и средњег тока реке Струме.[1] Настала је непосредно након Маричке битке (1371) и смрти српског цара Стефана Уроша V (1355—1371), када су цареви најближи рођаци из властеоског рода Дејановића преузели пуну власт у југоисточним областима дотадашњег Српског царства, створивши тиме посебну државну област која је опстала све до турског освајања 1395. године.[2]
Браћа Дејановићи, деспот Јован Драгаш и господин Константин, били су синови тада већ покојног српског севастократора, а потом и деспота Дејана и његове жене Теодоре Немањић, која је била рођена сестра српског цара Стефана Душана и тетка цара Стефана Уроша. Као најближи сродници владајуће српске династије Немањића, стекли су простране поседе на ширем простору између Вардара и Струме, што им је омогућило да на том подручју након нестанка царске власти (1371) створе посебну државну област, која је обухватала градове Велбужд, Велес, Мелник, Перник, Петрич, Струмица и Штип.
Услед турске најезде, браћа Дејановићи су морали да прихвате да прихвати вазалске обавезе према султану Мурату I (1359—1389). Након неколико година, деспот Дејан се повукао у манастир, препустивши пуну власт брату Константину. Положај државе Дејановића је временом постајао све тежи, пошто су Турци ширили своју власт напредујући уз долину Вардара, а почетком 1392. године у њихове руке је пало и Скопље,[3] чиме се област Константина Дејановића нашла у турском окружењу и са западне стране. Иако је настојао да испуњава своје вазалске обавезе према турском султану, Константинов положај је постајао све неповољнији. Држава Дејановића постојала је све до Константинове погибије у боју на Ровинама у пролеће 1395. године,[4] након чега су читаву његову област освојили Турци.

### Моравска Србија
Моравска Србија је термин који се користи у историји за српску феудалну државу која се самостално развила у долини три Мораве (Велике, Западне и Јужне) под кнезом Лазаром (1371—1389) после смрти последњег српског цара Уроша (1355—1371) и која је под Лазаревим сином Стефаном (кнез 1389—1402, деспот 1402—1427) 1402. године, после битке код Ангоре, прерасла у Српску деспотовину.

### Краљевина Босна
Краљевина Босна представља трећи период у развоју српске феудалне државе под именом Босна, у средњем веку. Настала је на Митровдан 26. октобра 1377. године, када се тадашњи бан Стефан Твртко I Котроманић (бан 1353—1377, краљ 1377—1391) на гробу Светог Саве у манастиру Милешева овенчао („да будем у Христу Исусу благовјерни и Богом постављени Стефан краљ Србима и Босни и Поморју и Западним странама”), уздигавши Босну на ранг краљевине. Постојала је до 1463. године када је током продора Османлија у Европу уништена, а њен последњи краљ Стефан Томашевић (деспот Србије 1459, краљ Босне 1461—1463) по наређењу султана Мехмеда II (1451—1481) убијен у Јајцу и поред обећања да ће му живот бити поштеђен. Током непуног века постојања Краљевина Босна је само током владавине Твртка I била снажна и самостална држава да би након његове смрти у самој држави отпочео рат како између чланова владарске породице Котроманића око власти, тако и међу моћном властелом, а у сукобе су се укључиле и Краљевина Угарска и Османско царство.

### Краљ Стефан Твртко I Котроманић, краљ Срба и Босне
Стефан Твртко I Котроманић (ћир. Тврьткѡ, Тврьтко, лат. Tvrthco, Tuercho, Tarcto, Tvrtco, Tvertco, Tvartco; 1338. — 1391) је био српски бан и краљсредњовековне Босне. Током своје владавине проширио је територијални опсег Босне. Крунисан је и за краља Србије (тада је себи додао име Стефан, династичко име свих Немањића, и титулу краљ Срба Босне, Приморја и Хумске земље) иако никада није успоставио потпуну власт у Србији. Твртко је са српским обласним господаром кнезом Лазаром Хребељановићем био у добрим односима. У то време кнез Лазар је био господар Моравске Србије и исто као Твртко сусед моћног и агресивног жупана Николе Алтомановића, чија се власт ширила од Рудника до Јадранског мора, дуж Дрине, Гацка, Билеће и Требиња. Никола Алтомановић је у побуни властеле у Босни директно помагао Твртковог брата Вука, борио се са Дубровчанима, а самом Лазару је отео Рудник. Имао је претензије да се дочепа Призрена и да буде главни господар српских земаља. У коалицији са кнезом Лазаром Твртко је успео да сруши Николу Алтомановића и дође у посед великог дела његових територија. На тај начин је постао сусед Балшићима, осионим господарима Зете и горње Албаније. Ови су после погибије браће Мрњавчевића у Маричкој бици Балшићи проширили своју власт на Пећ и Призрен. Извукли су корист и од рушења Николе Алтомановића, загосподаривши залеђем Дубровника (Требињем, Конавалима и Драчевицом); због тога ће доћи у сукоб са баном Босне, који је такође истицао своје право на дубровачко залеђе, позивајући се на своје немањићко порекло.[20][a] Почетком 1377. (у јануару или првој половини фебруара) преотео им је Требиње, Конавле и Драчевицу, што је навело Ђурђа Балшићa (срп. Гюргь Балшикь) на пљачкање Босне све до Невесиња. Ђурђевом смрћу Твртко је ослобођен бриге с те стране, а власт над територијама заузетим 1377. осигурана. Уз то, и преостало приморје између Которског залива и територија заузетих 1377. потпало је под власт владара Босне. Твртко је тако постао господар јадранског приморја између Котора и Дубровника (без тих градова, разуме се). Тим освајањима, нарочито оним дуж Дрине и Лима, повећао се још више удео православних (српских) свештеника, монаха, верника и цркава под влашћу владара Босне. Као господар једног дела некадашњих немањићких поседа, Твртко је сматрао себе јединим легитимним настављачем њихових државних традиција. Видевши, како сам каже у једној повељи, земљу својих предака Немањића „по њих остављшу и не имушту својего пастира”, одлази „в србскују земљу”, желећи „укрепити престол родитељ мојих” који „в земљнем царстве царствоваше, и на небесноје царство преселили се”. За вријеме владавине краља Стефана Твртка у сјеверној Далмацији отваране су бројне цркве ради православног богослужења, од којих вриједи споменти цркву св. Јована у Брибиру, и цркву у Клису. Православље је тада напредовало како у Далмацији тако и у Босни. Тада се подижу нове српске православне општине у Скрадину, Брибиру, Клису, поред старијих грчких које су биле у Сплиту, Задру, Шибенику; а касније постају општине: книнскопољска, пађенска, голубићка, полачка, цетинска. У Летопису Симеона Кончаревића под 1390. годином забележено је следеће: „краль Стефанъ Твердко бяше орудіе Божіяго Промысла ради утвержденія нашея святыя православныя вѣры въ нашемъ отечаствіи.”

### Српска деспотовина
Српска деспотовина је била српска средњовековна држава која је постојала од 1402. године када је Стефан Лазаревић, син кнеза Лазара Хребељановића, добио од византијског цара титулу деспота па до 1459. године када су Османлије освојиле Смедерево, престоницу коју је подигао деспот Ђурађ Бранковић. Српски деспоти настојали су да идеолошки наставе традиције немањићке Србије. Многе институције из државе Немањића наставиле су да постоје у Српској деспотовини. Ипак због нових међународних околности војне службе добијају све већи значај у држави српских деспота. У међународном погледу Српска деспотовина се налазила између све јачег Османског царства и Краљевине Угарске. Она је била зависна од међусобног односа ових сила. После смрти деспота Ђурђа, 1456. године, расуло у Србији и борбе око престола међу његовим наследницима олакшали су пропаст државе, па је 1459. године Србија коначно пала под турску власт.

### Деспот Стефан Лазаревић
Стефан Лазаревић, познат и као Стеван Високи (Крушевачки Град, 1377. — Главица код Младеновца, село Марковац, заселак Црквине, 19. јул 1427), био је син кнеза Лазара који је са титулама кнеза (1389—1402) и деспота (1402—1427) владао Србијом. У своје време је важио за једног од најбољих витезова и војсковођа, а његова књижевна дела га чине једним од највећих српских књижевника у средњем веку. Након очеве погибије у Косовском боју 1389. године, као малолетан је дошао на власт и уз помоћ мајке Милице Хребељановић је владао до свог пунолетства 1393. године. Као османски вазал, млади Стефан је предводио српске помоћне одреде у биткама на Ровинама, код Никопоља и Ангоре. После битке код Ангоре је од Византинаца у Цариграду добио звање деспота (1402), а крајем 1403. или почетком 1404. године, ступио је у вазалне односе и са угарским краљем Жигмундом од кога је добио Мачву, Београд (у који 1405. године сместио своју престоницу), Голубац и друге поседе, а касније (1411) и Сребреницу. После великог пораза код Ангоре, отпочео је грађански рат у Османској царевини, али и сукоби међу српском властелом, прво између Лазаревића и Бранковића, а потом и између самог Стефана и његовог млађег брата Вука. Сукоби у Србији су се окончали 1412. године измирењем Стефана и његовог сестрића Ђурђа, док је као победник из борби међу Османлијама изашао 1413. године Мехмед I, захваљујући српској помоћи, након чега је, за Србију, уследио период мира. После смрти свог сестрића Балше III Балшића, наследио је Зету, око чијих приморских градова је водио рат против Млечана. Пошто није имао деце, Стефан је на сабору у рудничкој Сребрници 1426. године именовао свог сестрића Ђурђа за наследника.
На унутрашњем плану, он је сломио отпор властеле, а периоде мира је искористио за снажење Србије у политичком, економском, културном и војном погледу. Он је 29. јануара 1412. године објавио „Законик о рудницима”, са посебним делом којим се уређује живот у, тада највећем руднику на Балкану, Новом Брду. Тиме је додатно појачао развој рударства, које је било главна привредна грана тадашње Србије, тако да је крајем његове владавине Србија била један од највећих произвођача сребра у Европи. На пољу архитектуре, наставља се развој Моравског стила, који је започео у доба његовог оца градњом Раванице и Лазарице. Био је велики покровитељ уметности и културе пружајући подршку и уточиште како ученим људима из Србије, тако и избеглицама из околних земаља које су заузеле Османлије. Поред тога, он је и сам био писац, а његово најзначајније дело је „Слово љубве” које се одликује ренесансним цртама. Поред књижевног стваралаштва самог деспота, у овом периоду се, између осталих, јављају Константин Философ и Григорије Цамблак, а развија се и богата преписивачка делатност (Ресавска преписивачка школа).

## Пад српских земаља под Османску власт, стогодишњи српско-турски рат (1371—1496)
Прва озбиљнија српска битка са Османлијама се десила још 1312. године код Галипоља, али почетак пропасти српских земаља, и постепени стогодишњи пад српских земаља је свакако означила Маричка битка. Српско-турски ратови у историји су били многобројни. Први овакви ратови вођени су када су Турци тек дошли на Балкан, до 1459. године, када су српске земље коначно покорене. Тада су се одиграле велике битке: Маричка битка и Косовска битка. Потом су вођени за проширење територије 1876—1878. Следећи српско-турски ратови вођени су Балканским ратовима и у Првом светском рату. Као српско-османске битке се могу сврстати и борбе са остацима Османског царства и његове идеологије међу муслиманима у БиХ((1941—1945) и (1992—1995)) и са Арбанасима на Космету и Албанији((1941.1945) и (1998—1999)).

### Маричка битка и пад Мрњавчевића
Маричка битка или бој код Черномена, одиграла се на реци Марици у петак 26. септембра 1371. између снага Османског царства под вођством румелијског беглербега Лала-Шахина и српских снага које су бројале око 60.000 људи (70.000 по Халкокондилу). Српску војску предводили су краљ Вукашини његов брат деспот Јован Угљеша и обојица су погинули у бици. Поједини историчари наводе 1367. или чак и 1363. за годину битке, али сви заједно тврде да се битка одиграла код Черномена, данас грчки Орменио у области Еврос, на пољу које Турци наводно дан данас зову Сирф синдиги, погибље Срба. Вукашина наслеђује његов син Марко, познатији као Марко Краљевић, али не успева да одржи српске земље и недуго после битке постаје турски вазал. Ова битка представља почетак османлијских освајања територија којима је владао српски цар Душан.

### Бој на Дубравници, Битка на Плочнику, Битка код Билеће
Битка на Дубравници је вођена 25. децембра 1381. године, на Божић, између османских пљачкашких одреда и снага крајишке властеле кнеза Лазара (1371—1389), војводе Црепа и Витомира. Окончана је српском победом и представља први већи сукоб између Срба и Османлија, после Маричке битке1371. године, али и први напад на државу кнеза Лазара. До сукоба је највероватније дошло услед покушаја Османлија да после пљачкања по Бугарској, упадну у Србију и наставе свој поход. Њихов продор су зауставили господар Петрушког крајишта војвода Цреп и властелин Витомир, чији су се поседи вероватно налазили негде у близини. После овог сукоба, Османлије нису угрожавале Лазареву државу до 1386. године, када су њихове снаге предвођене султаном Муратом (1359—1389) заустављене у бици код Плочника, недалеко од Прокупља. У овом и каснијим сукобима, не помиње се војвода Цреп, док се Витомир у историјским изворима јавља искључиво у вези са битком на Дубравници.
Битка код Плочника је вођена 1386. године у долини Топлице код истоименог села недалеко од Прокупља, између српских снага предвођених кнезом Лазаром (1371—1389) и Османлија предвођених султаном Муратом I (1362—1389). Постоји мало података о бици, али се сигурно зна да је српска војска убедљиво победила Османлије, које су се након тога привремено повукле из Србије.
Битка код Билеће се одиграла 27. августа 1388. године недалеко од истоименог града, између османлијских пљачкашких одреда предвођених Лала Шахином (који је предводио Османлије у победи на Марици 1371. године) и одреда краљевине Босне које су предводили Влатко Вуковић и Радич Санковић. Окончала се потпуним поразом Османлија у коме се и сам Лала Шахин једва спасао бекством, док су губици у победничким редовима били незнатни. Након ове битке, османски упади у Босну су престали на неко време, а о утиску који је она оставила на ондашње људе говори и епитаф који је уклесан на гробу Влатка Вуковића у Бољунима: „Асе лежи добри чоек Влатко Вуковић”. Војвода Влатко је први победио Турке код Билеће 27. августа 1388. Непуних годину дана касније, велика османска војска се сукобила у Косовском боју са комбинованом српском војском, чије лево крило су чинили одреди краља Босне Твртка I (1353—1377, 1377—1392) предвођени Влатком Вуковићем.

### Бој на Косову (1389)
Косовска битка (битка на Косову, бој на Косову, Косовски бој или Видовданска битка) је вођена 15. јуна 1389. године на хришћански празник Видовдан, недалеко од Приштине, између српских и османских снага. Српске снаге је предводио кнез Лазар Хребељановић и међу њима су биле и снаге његових сродника и савезника, док се на челу турске војске налазио султан Мурат I са синовима Јакубом и Бајазитом. У првој фази битке, српске снаге су потиснуле противника, а један од српских витезова (Милош Обилић) је успео да убије султана Мурата. Његов син Бајазит је успео после тога да консолидује своје редове и крене у противнапад у коме је заробљен кнез Лазар. Он је по његовом наређењу погубљен, после чега се османска војска повукла са бојишта и напустила Србију. Први извори о самој бици говоре о српској победи, а тек касније се јављају наводи о нерешеном исходу и српском поразу (средином 15. века). Због тога се сматра да је сама битка завршена највероватније српском победом или евентуално нерешено, али она по својим далекосежним последицама представља отоманску победу. Лазареви наследници су под притиском мађарских напада (јесен 1389) и њихових контаката са Вуком Бранковићем, склопили у првој половини 1390. године мир са Бајазитом и признали његову врховну власт. Уз помоћ његових трупа, они су успели да потисну Мађаре и поврате изгубљене пределе у западној Србији. Косовска битка је имала велики одјек у тадашњој Европи и успела је да привремено заустави османско ширење у Европи. Она је током наредних векова постала централни мотив српске народне епске поезије и централни мотив српског националног идентитета.

### Пад Српске деспотовине
Пад Српске деспотовине је означен турским освајањем Смедерева, српске престонице у то време. Водећи војску преко Софије и Поморавља, Мехмед II улази у Смедерево 20. јуна 1459. Овај догађај означава почетак директне османске власти над Србијом, која је уз краће прекиде трајала све до Првог српског устанка 1804.
Деспот Лазар Бранковић, најмлађи син деспота Ђурђа Бранковића, умире у јануару 1458. Власт прелази у руке намесништва, које није било сложно у погледу политике земље. Једна страна је била за приклањање Угарској (Јелена Палеолог, деспотова удовица), док су други видели решење у оквирима Турске (Михаило Анђеловић). Овакво стање отвара нове могућности за нападе на Деспотовину. Краљ Босне Стефан Томаш одмах након Лазареве смрти осваја Сребреницу и околне тврђаве. Угари претендују на освајање Смедерева и остатка Деспотовине.
У пролеће 1458. Турци освајају манастир Ресаву, градове Вишесав, Жрнов, Белу Стену (код Ваљева). Краљ Босне Стефан Томаш је исте године водио преговоре о браку између свог сина Стефана и Лазареве ћерке, чиме би се ујединиле снаге за борбе против Турака. У марту власт у Смедереву преузима Стефан Томашевић. Након тога Турци крећу у војни поход према деспотовини, који почиње падом Смедерева, а затим и освајањем деспотових земаља западно од Дрине.

### Пад Краљевине Босне
Пад Краљевине Босне под османску власт обухвата освајања током маја и јуна 1463. године која су се окончала предајом Кључа и погубљењем последњег краља Босне Стефана Томашевића (деспот Србије 21.03. 1459-30.06.1459, краљ Босне 10.07. 1461-јун 1463) у Јајцу крајем јуна.
Стефан Томашевић (око 1438 — 5. јун 1463) је био српски владар из династије Котроманића, који је био и краљ Босне, Приморја, Хумске земље, Доњих Краја, Усоре, Соли, Подриња и Западних страна (10. јул 1461 — 5. јун 1463). Током своје краткотрајне владавине је пред надмоћном османском војском борбом грчевито бранио смедеревску тврђаву Смедерево и српску деспотовину, а потом у покрајини Босни је био издат од племића Радослава који је за обећани новац Турке пустио ноћу да уђу у српски град Кључ. Радослав је потом одведен пред султана Мехмеда II (1451—1481) где му је одрубљена глава као издајнику свога краља.

### Пад Херцеговине
Пад Херцеговине под Османску власт 1481. године представља освајање још једне од српских земаља. На територији војводства Светог Саве образован је Херцеговачки санџак. Након пада Херцеговине неосвојене су остале само Црна Гора (до 1496.) и Дубровачка република која је плаћањем данка турском султану формално задржала своју самосталност све до Наполеонових ратова.
Павле Раденовић (? — 1415) је био кнез из редова Павловића који је био један од најмоћнијих великаша у краљевини Босни на прелазу из XIV у 15. век. Био је син Радена Јабланића који је имао поседе у источној Босни око Криваје и Праче. Као један од проверених људи у краљевству, заједно са Влатком Вуковићем (?-1392) 1391. године заузима Конавле, које су до тада држали Санковићи. После смрти Твртка I (бан 1353—1377, краљ 1377—1391) активно је учествовао у смењивању и постављању краљева Босне и за његове власти су Павловићи постали најмоћнија великашка породица уз Косаче и Хрватиниће. Убијен је у завери краља Остоје (прва влада 1398—1404, друга влада 1409—1418), војводе Сандаља (1392—1435) и Златоносовића током лова на Пареној пољани крај Бобовца, после чега га је наследио најстарији син Петар I (1415—1420).
Стефан Вукчић Косача (око 1404 — 22. мај 1466), био је оснивач војводства Светог Саве, касније названог Херцеговина, по његовој титули херцег од Светог Саве.
Наследник је Сандаља Хранића Косаче од 1435. године, био је најистакнутији међу Косачама. Од 1440. до 1443. проширио је власт на Омиш, Пољицу, Требиње, Клобук, трг Подгорицу и утврђења Медун и Соко (штитарски) у Горњој Зети и Бар (Доња Зета). Угрожен од Млечана и зетскога војводе Стефана Црнојевића, који су му убрзо затим отели Бар, Горњу Зету и Омиш, помирио се с краљем Босне Стефаном Томашем, с којим је до тада ратовао. У знак помирења пристао је на удају кћери Катарине за краља Босне (1446). Године 1448. приклонио се Османлијама и српском деспоту Ђурђу Бранковићу у нападу на краља Босне и у манастиру Милешева прогласио се „Херцегом од Светог Саве”. Територија под његовом влашћу, од тада позната под именом Херцеговина, протезала се од Лимадо Цетине и од Раме до Которскога залива. На том је простору био самосталан владар. Тежње за привредним осамостаљењем Херцеговине дошле су до изражаја и у његовим напорима да Херцег Нови развије у поморско и трговачко средиште (1449. основао је радионицу сукна). Притом је избио рат с Котором и Дубровником, који је трајао 1451—1454, а у њега су се уплели и херцегови противници (краљ Стефан Томаш, херцегов син Владислав Херцеговић Косача, властела Влатковићи и поједини херцегови вазали). Османска војна помоћ упућена херцегу поколебала је његове противнике па се 1453. помирио са сином Владиславом, а 1454. с Дубровником. Пошто су Османлије почеле упадати у његову земљу, помирио се и с новим краљем Босне Стефаном Томашевићем(1461)
Након пада Босне 1463. његове су земље постепено, од 1465. године, освајале Османлије (Хум и Подриње) и Млечани (Неретванску крајину). Крајем живота власт му је била сведена на уско приморско подручје с Херцег Новим, који су Османлије заузели 1483.

### Зета у доба Црнојевића, пад Црне Горе
Зета у доба Црнојевића је историографски назив за српску средњовековну област Зете у доба владавине династије Црнојевића, од око 1451. до 1496. године. Током тог раздобља, Зета је обухватала средишње и јужне делове данашње Црне Горе, са Жабљаком и Цетињем као главним градовима. Настала је након повлачења Српске деспотовине са тог подручја у раздобљу од 1451. до 1456. године, а постојала је све до 1496. године, када потпада под власт Османског царства. Током овог раздобља, за подручје Горње Зете почиње се користити и назив Црна Гора. На овај период се непосредно надовезује рано раздобље турске власти, од 1496. до око 1530. године, током кога су значајну улогу на том простору имали последњи представници породице Црнојевића, Стефан II Црнојевић и црногорски санџакбег Скендер Црнојевић. Пад Црне Горе, односно Зете, означен је одласком Ђурђа Црнојевића са Цетиња у јесен 1496. године. Црна Гора је након тога потпала под непосредну власт Османског царства. Пад Црне Горе, односно Зете је уједно био и пад последње српске средњовековне државе.

### Српски деспоти у егзилу
Након пада Српске деспотовине, титуларно достојанство српских деспота је обновљено на подручју под угарском влашћу. Титулу српског деспота тада су носили: Вук Гргуревић (1471—1485), Ђорђе Бранковић (1486—1496), Јован Бранковић (1496—1502), Иваниш Бериславић (1504—1514), Стеван Бериславић (1520—1535), Радич Божић (1527—1528) и Павле Бакић (1537). Резиденција српских деспота налазила се у граду Купинику (данас Купиново) у Срему, а деспоти су у свом поседу имали и друга места на подручју данашње Војводине, као и на другим територијама којима је управљала Угарска.

## Срби у Османској империји
Српске земље су целином или делимично били у саставу Османског царства у периоду од XV до 20. века. У састав Османског царства су најпре, почетком 15. века, укључени југоисточни делови Србије (Стара Србија-Северна Македонија), затим, средином 15. века (1459. године), цело подручје Српске деспотовине, затим српску Босну (1463. године), српску Херцеговину (1481. године), српску Зету (1496. године), и коначно, између 1521. и 1552. године и цело подручје данашње Српске Војводине. Од краја 17. века, у северним деловима данашње Србије (Бачка, западни Срем) османску ће власт заменити хабзбуршка, која ће се између 1718. и 1739. проширити и на друге делове територије данашње Србије (источни Срем, Банат, Мачву, Шумадију, Браничево, Тимочку Крајину). После 1739. године, граница османског и хабзбуршког домена се налази на Сави и Дунаву. Србија ће своју државност почети да обнавља у 19. веку, након Првог (1804. године) и Другог српског устанка (1815. године), најпре у виду вазалне кнежевине, да би потпуну независност стекла 1878. године. Неки јужни и западни делови данашње Србије остаће под османском влашћу све до 1912. године. Период османске управе трајао је различито у деловима данашње Србије; најкраће су под турском влашћу били неки делови Војводине (око 150 година), а најдуже неки делови јужне Србије (око 5 векова).
По успостављању власти, Османлије су завеле у српским земљама порезе и спахијске дажбине као и у осталим дијеловима царства. Раја је плаћала ушур (десетину), харач, испенџе и друге дажбине тзв. бадухаве. Уведена су два тимара за двојицу спахија и тимар, који се састојао од једног села, за кадију. Поред двојице спахија, који су добили и монопол на трговину вином, постојало је 53 муселима чија је имовина у потпуности ослобођена сваког пореза и дажбина. Сви муселими су били Срби, а и за спахије се чини да су били домаћи људи. После пада, Срби су били изложени разним прогонима, ратним злочинима, угњетавању и геноциду од стране муслимана, укључујући и злогласни систем „Данка у крви”, присилне асимилације(исламизације), разне шеријатске неједнакости, укључујући присилни рад, џизју, оштро опорезивање и ропство.

### Сеобе Срба у 15. и 16 веку
Срби су почели да се насељавају у Панонију вероватно од онда када је деспот Стефан Лазаревић почео добијати поседе од угарског краља (1404). Деспот је тамо почео насељавати своје људе, а слично је поступао и Ђурађ Бранковић после 1427. године. Срби су се 1428. године налазили у Ковину и на Челепском острву. Србе у Ковину узео је 1440. године угарски краљ Владислав под своју заштиту. Матија Корвин прихватао је све оне који су се из Србије селили након пада Смедерева. Његове војсковође одводиле су са собом силан народ. У једном његовом писму из 1483. године стоји да се у последње четири године у Угарској населило преко 200.000 Срба. Угарски сабор донео је 1481. године одлуку да се ово становништво ослободи од плаћања црквеног десетка католичкој цркви. Угарска је Србе насељавала по Срему, Банату, Бачкој и Поморишју; крајеви који су највише изложени турским нападима. Када је 1465. године прешао у угарску службу, Вук Гргуровић, унук Ђурђа Бранковића, добио је од Матије Корвина градове Сланкамен и Купиник, а 1471. године и назив „деспот краљевства Србије”. То, међутим, није значило обнову Српске деспотовине, јер Вук није располагао својом територијом. Поред Вука, у служби угарског краља нашла се и друга српска властела: Стеван и Дмитар Јакшић, синови војводе Јакше, који су се населили око Мориша; војвода Владислав Херцеговић, син Стефана Вукчића Косаче, имао поседе у Славонији и Моровић у Срему; војвода Милош Белмужевић, поседи у Бачкој и северном Банату. Вук Гргуровић учествује између 1468. и 1474. године у ратовима против Чеха и Пољака, а потом је заратио и против Турака. Заједно са Матијом учествује у освајању Шапца (1476) након чега је опленио Сребреницу, Кучлат и Зворник. Турци су одговорили упадом у околину Темишвара. Крајем исте године Вук безуспешно напада Смедерево.

### Хајдуци и ускоци
Хајдуци су били врста српске сељачке нерегуларне пешадије која се налази у средњој и југоисточној Европи од почетка 17. до средине 19. века. Репутација хајдука се разликовала од разбојничке до ослободилачке, у зависности од времена, места и непријатеља. У 17. веку чврсто су се утемељили на османском Балкану, због повећања пореза, хришћанских побједа над Османлијама и уопштено због пада безбједности. Хајдучке чете претежно су бројале по стотину мушкараца, са чврстом хијерархијом на челу са једним вођом. Мета су им били османски заступници и богати људи, већином богати Турци, пљачкајући их или кажњавајући сурове Османлије или освећујући се или комбинујући све то. У српској фолклорној традицији, хајдук је романтичарска јуначка фигура која пљачка и предводи своје борце у борбу против османске или хабзбуршке власти. Хајдуци из 17, 18. и 19. века више су били герилци који су се борили против османске власти као пљачкаши и друмски разбојници, а чије жртве нису биле само Османлије и њихови локални званичници, него и месни трговци и путници. Као такав, термин хајдук се могао односити и на било којег пљачкаша и носио је негативно значење. Срби су се одметали у хајдуке из различитих разлога. Кад би неко био оптужен за нешто и притом био позван на суд, ако не би смео да се појави на суду притом се одметнувши. Неки хајдуци попут Баје Пивљанина и Лимуна су постали од првих племића након што су Турци потпуно завладал у шуме, често се придруживао хајдучким дружинама.и Србијом и Босном и Херцеговином, нарочито у XVI и XVII вијеку, па су чували млетачко приморје од Турака. Они су имали и по преко сто другова, са којима су љети четовали по Босни и Херцеговини, а зимовали по градовима у јадранском приморју. Најпознатији такви су били Јанковић Стојан, Сењанин Иво, Смиљанић Илија, Иво Голотрб, Комнен Барјактар идр. чија се имена спомињу и у српским народним песмама. Према народном предању, празник Ђурђевдан, у пролеће, био је „хајдучки састанак”, а Митровдан, на јесен, „хајдучки растанак”, када су се хајдуци повлачили из шума, због зиме и остајали у кућама својих повјерљивих људи, јатака, углавном прерушени у слуге. Јатаци су живели у селима и варошима и набављали храну за хајдуке и чували их у својим кућама у случајевима великих неприлика. Хајдуци су заузврат њима помагали и доносили им део отетих добара. Кад би неки јатак издао хајдука, следила је тешка освета која се обично завршавала смрћу. Кодекс хајдука је био такав да је било строго забрањено и сматрало се нечасним напасти и опљачкати сиромашног човека, осим ако је у питању добро оружје. Насупрот томе, уобичајена радња је била опљачкати богатог човека, нарочито трговце на путу. Такође „прави хајдук” никад неће убити човека да би учинио зло, него обично из освете. У старијим временима су хајдуци нападали и царска кола кад превозе новац и злато, али су касније престали јер је обично раја плаћала те дугове и због тога страдала.
Ускоцима су се називали Срби који су избегли са османлијске територије у пограничне крајеве Аустрије и Млетачке републике. Они су ускакали у турске пограничне крајеве Османског царства. О ускочком ратовању испеване су многе народне песме, сличне онима о хајдуцима. Млетачка република и Аустрија често хајдуцима зову своје ускоке. Од аустријских ускока најпознатији су котарски као што је Јанковић Стојан, затим сењски као што су Сењанин Иво, Сењанин Јуриша и Сењанин Тадија. Ускоци су ратовали на пространој територији аустријског и млетачког приморја. Познатих ускока је било и у Клису. Од ускока на млетачкој територији најпознатији је био Бајо Пивљанин. Осим тога, у дијелу данашње Црне Горе, посебно у Горњој Морачи, такође су се окупљали ускоци из окупираних дијелова Османског царства. Тако је између племена Дробњака и Мораче настало читаво једно племе, названо Ускоци. Посебно су били познати ускоци из Горње Мораче, а међу њима сердар Малиша Бућић са Требјешанима, од којих је најпознатији био Вук Лопушина, затим Михајло Попадић, Драго и Јоксим Пејовић и Матија Јушковић из Горњег Поља код Никшића, Гаврило и Јован Шибалија из Превиша у Дробњаку, те Драга Мастиловић и Јакша Авдаловић Гачанин из Гацка.

### Пећка патријаршија
Пећка патријаршија је историјски назив за Српску православну цркву са сједиштем у Пећи у периоду од 1346. до 1463, а затим поновно од 1557. до 1766. године. Свети Сава је 1219. године установио прву аутокефалну архиепископију у српским земљама. То је била средњовековна Српска архиепископија, која се у историји назива Жичком, односно Пећком или Жичко-пећком архиепископијом. Цар Стефан Душан је раширио њене границе и подигао јој углед уздигавши је 1346. године на степен патријаршије. Тада је српски архиепископ Јоаникије II проглашен за првог српског патријарха са престолом у Пећи. Несрећне политичке природе су учиниле је српска црква послије пада Смедерева (1459) дошла под власт Охридске архиепископије. Тек послије сто година браћа Соколовићи, Мехмед-паша Соколовић и Макарије Соколовић, успјели су да обнове самосталну Пећку патријаршију. Тада су први пут готово сви православни Србидошли под једну заједничку црквену власт. Султан Мехмед II сменио је бившег архиепископа Доротеја и уместо њега је поставио ранијег цариградског патријарха Марка. Доротеј, према једном запису из 1466. године, обилазећи своју област, био је свратио у Кратово и затражио да му се препише један законик за Охридску цркву српским језиком, јер је имао само текст на грчком језику. Кратово је раније било у власништву Србије и раније је припадао Пећкој Патријаршији. Данас, колико се ствари могу пратити, Српска црква је радила потпуно у традицији Светог Саве и није имала никаквих сметњи, упркос Турцима. На Косову 1530.-те је била „у сваком селу црква и свећеник”. У то време, до половине 16. века, у нашим земљама је подигнуто више црква и манастира, а од знатнијих из тог времена датира Требињски манастир. Неколико царских фермана је изричито наредило да се постојећи манастири не дирају. Српске црквене старешине тог времена, су ишле чак тако далеко да су од њихових свештених лица и црквених добара тражиле извесне приходе. Католици су се, са правом, бунили и тражили заштиту на највишим местима. Заслуге за обновљење Пећке патријаршије се могу приписати тројици везира Србина: Рустем-паши Опуковићу, Али-паши Семизу и Мехмед-паши Соколовићу. За дело српског народног уједињења обновљена Пећка патријаршија је учинила највише. Она је прихватила вођство у народу кад другог вођства није било. Међутим, устанци и сеобе Срба из Османског царства крајем 17. и током 18. века веома су ослабиле српску цркву и уздрмале самосталност Пећке патријаршије. Патријаршија је пала у дугове, а такву ситуацију су дочекали Грци и 1766. године помоћу Турака коначно су укинули самосталност старе српске цркве у Османском царству. Цариградска патријаршија присвојила је тада себи власт над Србима у Османском царству и њени фанариоти су од тада били српски епископи. Међутим, готово у исто доба, почело је и организовање нових самосталних српских црквених области у Хабзбуршкој монархији. Дио Срба је тада живио на области Карловачке митрополије, дио на територији грчке митрополије у Венецији, дио на територији Цариградске патријаршије, док су зетски митрополити некада били повезани са Карловачком митрополијом, а некада са Русијом.

### Банатски устанак (1594)
Банатски устанак из 1594. године је био један од три највећа устанка у српској историји и највећи устанак пре Првог српског устанка. Срби у области Баната (тада у саставу османског Темишварског ејалета) су 1594. започели велики устанак против турске власти. Центар устанка је био око Вршца, а његов вођа је био Теодор Несторовић, епископ Вршца. Друге две вође устанка су били бан Сава и војвода Веља Миронић.

## Срби у Хабзбуршкој монархији, до новог века

### Српско царство Јована Ненада
Српско царство Јована Ненада је била краткотрајна српска држава која је настала након војног пораза Краљевине Угарске на Мохачу 1526. године и постојала је до 1527. када је њена територија пала под власт Хабзбурга, а потом под власт Османског царства.

### Сремско војводство
Сремско војводство је било краткотрајна српска држава настала на територији Срема у 16. веку. Постојала је од 1527. године до 1530. године, са статусом вазалне државе у оквиру Османског царства, да би потом пала под директну османску власт. Оснивач Сремског војводства био је Радослав Челник. Он је првобитно службовао као врховни командант војске Царства Јована Ненада. После пада Ненадове државе, Челник је пришао Турцима и основао Сремско војводство, вазалну државу Османског царства. Прва престоница Срема је био град Сланкамен, где се и данас налазе остаци средњовековне тврђаве.

### Велике сеобе Срба
Велике сеобе Срба су велике историјске сеобе (миграције) српског народа, међу којима посебан значај имају: Прва велика сеоба Срба из 1690. године и Друга велика сеоба Срба из 1737. године. Прва сеоба се догодила током Великог бечког рата (1683—1699), када се знатан део српског народа из разних српских области под турском влашћу преселио у северне и западне области под влашћу Хабзбуршке монархије и Млетачке републике. Ову сеобу је предводио српски патријарх Арсеније III Црнојевић. Друга сеоба се догодила током Аустријско-турског рата (1737—1739), када се део српског становништва из средишњих српских области под турском влашћу преселио у северне области под влашћу Хабзбуршке монархије. Ову сеобу је предводио српски патријарх Арсеније IV Јовановић. Током обе сеобе, миграцијским таласом је био захваћен велики део српског народа са подручја Косова и Метохије, Рашке области и других околних крајева у средишњим српским земљама. Сеобе су биле усмерене првенствено према северу, односно према областима данашње северне Србије (Срем, Бачка, Банат) и околних области које су у то време биле у саставу Краљевине Угарске и њених придружених земаља, Краљевине Славоније и Краљевине Хрватске, укључујући и територију хабзбуршке Војне крајине. Обе сеобе су имале велики значај за националну, политику и културну историју српског народа.
Прва Велика сеоба Срба одиграла се почетком 1690. године, током Великог бечког рата, који је трајао од 1683. до 1699. године и завршио се миром у Сремским Карловцима. Савез хришћанских сила и Света лига (Свето римско царство, Пољска, Русија и Млетачка република) ратовали су против Османског царства. Аустријска војска је успешно ратовала, ослободила је Угарску, Србију и продрла до Македоније. Приликом проласка кроз Србију, Срби су подигли устанак и прикључили се аустријској војсци 1690. године. Тада је Француска напала Аустрију, па се аустријска војска повукла из Србије на леву обалу Дунава и Саве. На челу је био Пећки патријархАрсеније III Црнојевић (слср. Чарноевичь). Године 1690. у Београду је одржан црквено-народни сабор. Срби су поставили захтев о неком свом изабранику, епископу Исаију Ђаковићу и послали су га аустријском цару Леополду I и тражили су од њега да дозволи да се населе и да им гарантује црквено-школску аутономију. Послао им је повељу у којој им дозвољава да се населе све до Будима и Коморана и гарантовао им је црквено-школску аутономију уз услов да они буду аустријски војници. Овом повељом је озакоњен положај Срба у Угарској.
Друга сеоба Срба. Период аустријске владавине потрајао је две деценије (1718—1739). Наиме, након новог аустријско-турског рата 1737—1739., Београдским миром, Турска је повратила изубљене територије и поново је граница успостављена на Сави и Дунаву, а Београд је постао средиште пашалука. Поновно успостављање турске власти довело Друге велике сеобе Срба. Плашећи се турске одмазде, Срби су на челу са патријархом Арсенијем IV Јовановићем кренули у Аустрију 1740. године.[4]Турци су на разне начине покушавали да придобију Србе у Београдском пашалуку, због близине границе и због тога су им давали разне привилегије. Притисак на српско становништво у пашалуку био је знатно мањег интензитета него у другим деловима Турске, а и Читлучење је било мање изражено у Београдском пашалуку. Друга велика сеоба Срба је по броју исељеника и последицама знатно мања.
Последица Велике сеобе је пустошење српских насеља у централној Србији и на Косову и Метохији и трајно пресељавање становништва у Аустрију, на подручје данашње Мађарске и Војводине. Одлив становништва је био толики да је већина села зарасла у шуму, тако да је део централне Србије добио назив Шумадија. Услед ових сеоба број српских становништва на Косову и Метохији се драстично смањио. Након миграција, српски етнички центар се сели из старих подручја Рашке области, Вардарске Македоније, Косова и Метохије у Војводину, а касније и у Шумадију. Непосредно после сеобе међу исељеницима је завладала глад и епидемија тако да је велики број исељеника убрзо преминуо.

### Српска Војна крајина
Војна крајина или Војна граница (нем. Militärgrenze, мађ. Katonai határőrvidék, рум. Graniţă militară) била је покрајина која је обухватала јужну пограничну област Хабзбуршке монархије, а касније Аустријског царства и Аустроугарске монархије. Дјеловала је као cordon sanitaire против упада из Османског царства. За више од два века, Крајина је задржала потпуну цивилну и војну власт на том подручју, све до њеног укидања 1881. године. Током 17. века, територија је проширена на исток и основане су нове области. Од тада се протезала од данашње средишње Хрватске на западу до Трансилваније на истоку, захватајући територије данашње Хрватске, Србије, Румуније и Мађарске. Током, овог периода, систем одбране је такође промењен, од модела конвенционалног гарнизона до „војничко-насељеничке” заједнице. Становници ове области су били познати као граничари   или крајишници. Били су колонисти већином Срби, и Немци, који су се обавезали да бране монархију у замјену за земљишне посједе. Немци које је Угарска регрутовала крајем 18. века ради насељавања и развоја долине реке Дунав, постали су познати као Дунавске Швабе. Војни пукови које су формирали досељеници имали су личан разлог да остану и да се боре, а били су упознати са локалним тереном и условима. Убрзо су стекли завидну војну репутацију. Срби су сматрали да су као ратници слободни на територији Војне крајине, која је била изузета од месних власти и подређена њиховим заповедницима и тиме директно аустријском цару. Цар Фердинанд II је у новембру 1630. године прогласио Влашки статут (лат. Statuta Valachorum), декрет којим су дефинисана права „Влаха” (термин је кориштен за заједнице српских избеглица) везана за војну команду, обавезе и унутрашњу самоуправу. Војна крајина изузима дефинитивно из банске управе и подводи под аустријску.

### Хабзбуршка Краљевина Србија (1718—1739)
Краљевина Србија је назив за покрајину Хабзбуршког царства која је постојала у централним деловима данашње Републике Србије између 1718. и 1739. године. Аустријски службени документи тога времена ову територију називају Краљевина Србија, а аустријски цар за себе узима титулу краља. Управник области имао је титулу гувернера, а управа области је названа Војна Командантура Краљевине Србије (нем. Militärkommandatur des Königreichs Serbien) (односно Servien по ондашњем изговору). Крајем 17. века, Хабзбуршка монархија је истерала Османлије из већег дела Панонске низије (укључујући Бачку и северозападни Срем), а границе успостављене 1699. године остављају у саставу Турске царевине Банат и југоисточни Срем. Када је српска етничка територија, 1716—1718, од Далмације, преко Босне и Херцеговине до Београда и Подунавља опет постала поприште новог аустријско-турског рата, који је водио принц Еуген Савојски, Срби су учествовали у борби на страни Аустрије. Османско царство је тада, тзв. Пожаревачким миромизгубило све територије у Подунављу (Банат и део Срема), северне делове данашње централне Србије и северну Босну, делове Далмације, Малу Влашку и Пелопонез. По одредбама Пожаревачког мира 1718. године Хабзбуршка монархија је (између осталог) од Османског царства добила и Београд са северним деловима данашње централне Србије.

### Хабсбуршка Краљевина Славонија (1745—1868)
Краљевина Славонија (лат. Regnum Sclavoniae) је била једна од крунских земаља (круновина) у саставу Краљевине Угарске, са којом је чинила део Хабзбуршке монархије, односно Аустријске царевине. Настала је уздизањем средњовековне Бановине Славоније на степен круновине у рангу краљевине (лат.regnum). Тај процес је довршен крајем 15. века, када су угарски краљеви у свој владарски наслов увели и титулу краља Славоније (лат. Rex Sclavoniae). Током раног нововековног раздобља, дошло је до значајних промена у геополитичком значењу појма Славоније. Све до Бечког рата (1683—1699), државно подручје Краљевине Славоније обухватало је матичне старославонске области између Покупља и Драве, са жупанијама Загребачком, Крижевачком и Вараждинском. Тек након ослобођења такозване турске, односно доње Славоније, геополитички појам Краљевине Славоније је током 18. века знатно измењен, путем проширивања на целокупно новостечено подручје између речних токова Саве и Драве, док је на другој страни стара област горње Славоније подведена под појам Хрватске. Упоредо са таквим ширењем појма Хрватске, у старим славонским областима је започео и процес хрватизације. Након ослобођења доње Славоније и Срема од турске власти, ова подручја су почетком 18. века стављена под заједничку војну и коморску управу, чиме је у тим областима успостављена непосредна власт бечког двора. Такво решење није одговарало угарским великашима, који су желели да се у поменутим областима уведе угарска жупанијска управа. У исто време, хрватски великаши су се позивали на управну заједницу Хрватске са (старом) Славонијом, захтевајући да се доња Славонија стави под управу бана и сабора. Решење је постигнуто средином 18. века, када су подручја доње Славоније и Срема подељена на две управне области, од којих је прва обухватала три жупаније: Пожешку, Вировитичку и Сремску. У исто време, на пограничним подручјима доње Славоније и Срема створена је посебна војно-управна област, односно Нова славонска крајина. Такво стање је опстало до 1848. године, односно до 1867. године.

### Кочина Крајина
Кочина крајина је био назив за територију Србије коју су привремено од Османског царства ослободили српски фрајкори (добровољачки одреди) уз помоћ Аустрије током Аустријско-турског рата 1788—1791. године. Крајину је основао и њоме управљао капетан Коча Анђелковић, а приликом његове погибије команду је кратко преузео Јован Брановачки. Рат се завршио Свиштовским миром, којим је територија враћена Османлијама, али уз одређене концесије српском становништву: Аустрија је добила узан појас територије око Цетинграда и Лапца, док је турским дахијама забрањено да се врате у Смедеревски санџак/Београдски пашалук, односно Србима је дозвољено самостално прикупљање пореза. Случај Кочине Крајине представља почетак историјског процеса који ће довести до првог српског устанка под Карађорђем, па до српског осамостаљења 1815. године. Није случајно да је међу добровољцима српских фрајкора био и сам Карађорђе Петровић.

## Стварање модерних српских држава и Српска револуција

### Први српски устанак
Први српски устанак је био устанак Срба у Београдском пашалуку и околних шест нахија против Турака у периоду од 14. фебруара 1804. до 7. октобра1813. године. Отпочео је као побуна против дахија. Устаници предвођени Карађорђем су успели да у значајном временском интервалу ослободе пашалук. Овај устанак је претходио Другом српском устанку 1815, који је на крају довео до стварања Кнежевине Србије. Дахије у Београдском пашалуку су 1801. године убили београдског пашу и успостављају насиље у пашалуку. Многи Срби су се одметнули у хајдуке и спремају план за побуну. Када су дахије то сазнали, 1804. су спровели сечу кнезова, а уместо да су спречили буну, дахије су је убрзали. На сабору у Орашцуза вођу буне је изабран Карађорђе Петровић. Аганлија, један од дахија покушао је преговором да заустави побуну, али није успео. Убрзо су устаници ослободили већи део Београдског пашалука. Султан је послао Бећир пашу, босанског везира да умири устанике и погуби дахије, али ни то није успело. Зато султан, 1805. наређује новом београдском паши, Хафиз паши да угуши устанак. Међутим Срби су дочекали пашу и потукли његову војску у боју на Иванковцу. Године 1806, султан је послао велику војску из Босне и из Ниша према Србији. Устаници су потукли обе војске, Босанску на Мишару, а Нишку на утврђењу Делиграду. Убрзо су закључили са Турском, Ичков мир. Руси су наговорили устанике да одбију Ичков мир јер су започели рат с Турском. 1807. Срби су ослободили Београд и почели с Русима заједно ратовати против Турака у Неготинској нахији и победили у три битке. Срби су 1809. ослободили читав пашалук и неке делове Босне и Новопазарског санџака. 1809. су у бици на Чегру потучени од Турака због неслоге војвода. Русија је с Турском закључила Букурешки мир 1812. год. Према одредбама осме тачке мира требало је да устаници добију аутономију. Али Срби на то нису пристали и већ 1813. Турци су са свих страна напали Србију и освојили је. Карађорђе је са најугледнијим старешинама прешао у Аустрију, а затим у Русију.

### Други српски устанак
Други српски устанак представља другу фазу Српске револуције (по неким историчарима трећу, уколико се у револуционарне активности рачуна и Хаџи-Проданова буна из 1814. године) против Османског царства, која је избила кратко по окончању Првог српског устанка. Други српски устанак је довео до српске аутономије у оквиру Османског царства и успостављања Кнежевине Србије, која је имала своју скупштину, устав и владарску династију.

### Кнежевина Србија
Кнежевина Србија (име за време постојања Књажество Србија) је постојала у периоду од 1815. до 1882. године. Настала је после Другог српског устанка и постојала све док 1882. године није проглашена у Краљевину Србију. У овом периоду су се око власти надметале и смениле две династије, чији су родоначелници били Ђорђе Петровић — Карађорђе, вођа Првог српског устанкаи кнез Милош Обреновић, вођа Другог српског устанка и оснивач Кнежевине Србије. Даљи развој Србије је био обележен општим напретком у економији, култури и уметности, чему је пре свега допринела мудра државна политика, која је слала младе људе на школовање у европске метрополе, одакле су доносили нови дух и нови систем вредности. Један од спољних израза трансформације кроз коју је сада пролазила некадашња османска провинција било је и проглашење краљевине Србије 1882. године.

### Књажевина Црна Гора и Брда
Књажевина Црна Гора је период у историји Црне Горе. Постојала је од 1852. до 1910. године. Пре ње Црна Гора била је наследна епископија, а постојала је све док 1910. није проглашена за краљевину. Имала је два владара из династије Петровић Његош, књаза Данила и књаза Николу. Брда (или Седморо брда) је назив за историјску област у данашњој Црној Гори. Према племенској подјели, ова област обухвата седам српских племена,[1][2][3][4] у које спадају: Бјелопавлићи, Пипери, Кучи, Васојевићи, Морачани, Ровчани и Братоножићи. Регионална посебност Брда у односу на сусједну Стару Црну Горуогледала се у званичној употреби двојног државног назива, који је од краја 18. вијека па све до средине 19. вијека гласио: Црна Гора и Брда. Регионалне традиције и особености Брда очуване су до савременог доба.

### Српска Војводина/Војводство Србија и Тамишки Банат
Српска Војводина (Српско Војводство, Српска Војводовина или Војводовина Србија) је била српски аутономни регион у оквиру Аустријског царства. Проглашена је на Мајској скупштини 1848. године и постојала је до 1849. године, када је трансформисана у нову круновину Аустријског царства названу Војводство Србија и Тамишки Банат. Током револуције, 1848. године, Мађари су за себе тражили национална права и аутономију у оквиру Аустријског царства. Они, међутим, нису признавали никаква национална права другим народима, који су живели у оквиру Угарске. Револт Срба је изазвало насилно замењивање њихових имена мађарским именима у матичним црквеним књигама, као и отворено агресивни иступи Лајоша Кошута и његове војске, која је хтела силом да онемогући рад легалног Српског црквено-народног сабора. Желећи да афирмишу и заштите сопствену националну посебност, Срби лојални централној власти су на Мајској скупштини (13—15. мај, 1848) у Сремским Карловцима прогласили Српску Војводину, која се састојала од Баната, Бачке, Срема и Барање. Тадашњи карловачки митрополит, Јосиф Рајачић, проглашен је за патријарха, док је Стеван Шупљикац изабран за првог војводу, а формирана је и влада Српске Војводине. Овакав развој догађаја довео је до оружаног сукоба између Српске Војводине и побуњеничке угарске владе, која је на проглашење Српске Војводине одговорила појачавајући оружано насиље. У помоћ војвођанским Србима дошли су добровољци из Кнежевине Србије, које је предводио Стеван Книћанин, а српском покрету се прикључило и друго становништво одано законитој централној власти. Аустријске власти су у почетку покушавале да не заоштравају односе с Кошутовом владом поводом Српске Војводине, али како се ова сасвим одметнула у својој агресивној кампањи, влада Српске Војводине је направила савез са аустријским централним властима у циљу заједничке одбране од Кошутове војске. Аустријске власти су такође званично признале одлуке Мајске скупштине и потврдиле војводску титулу Стевану Шупљикцу. Када је Мађарска револуција угушена, аустријске власти су, у новембру 1849. године укинуле Српску Војводину уводећи привремену војну управу генерала Фердинанда Мајерхофера, а на њеном подручју формирале нову круновину под називом Војводство Србија и Тамишки Банат.
Војводство Србија и Тамишки Банат је назив за круновину Аустријског царства која је постојала на подручју данашње Војводине између 1849. и 1861. године. Круновина је формирана у складу са привилегијама које је аустријски цар дао Србима 1691. године, а које су признавале право Срба на аутономну територију у оквиру Хабсбуршке Монархије. Некадашње подручје ове круновине је данас подељено између Србије, Румуније и Мађарске. Патентом од 18. новембра 1849. године, цар је формирао Војводство Србију и Тамишки Банат од делова Срема (румски и илочки срез), Бачке и Баната,[a] у којима су Срби били у већини, али јој је прикључио и источни Банат са румунском већином, тако да је њен етнички састав био веома сложен. Из територије војводства било је изузето подручје војне границе, коју је насељавало бројно српско становништво. Аустријски цар Фрањо Јосиф I (Franz Joseph I) је за себе узео титулу Велики војвода Војводства Србије (Grosswojwod der Wojwodschaft Serbien), а војводство је било потчињено директно Бечу. Самом круновином је управљао гувернер (подвојвода), којег је, као свог намесника, постављао цар (војвода), а седиште овог гувернера се налазило у Темишвару. Чак и пошто је Војводство Србија укинуто (1860. године), Фрањо Јосиф I је задржао ову титулу, а исту је носио и његов наследник, цар Карло I, све до 1918. године, када се хабзбуршко царство распало. Војводство је служило за узор ономе што су хтели и други народи хабзбуршке монархије који нису имали своје одвојене територије (на пример Словаци). Дана 31. децембра 1849. године, од Варадинског пука, Шајкашког батаљона и 3. банатског пука сачињена је Банатско-српска земаљска војничка команда са седиштем у Темишвару и под командом подвојводе. Срби су били незадовољни оваквим Војводством, а нарочито су били погођени патријарх Јосиф Рајачић и конзервативни кругови заједно са својом политиком ослонца на Беч, те је њихов углед нагло опадао. На делу је била германизација, полицијска присмотра, свуда се налазила војска, било је забрањено студирање у Прагу, итд. Већина грађанских и војних заповедника били су Немци, док су Срби, Румуни и Мађари добијали ниже положаје. Срби су добили десет пута више службеничких места него у претходном систему. Значајнији Срби који су обављали службу у војводству били су Исидор Николић, Јован Хаџић, Теодор Мандић, Ђорђе Стојаковић, Ђорђе Натошевић и други. У почетку је подвојвода био Мајерхофер, кога 1851. године замењује гроф Коронини који контролише и Војводство и некадашњу Војну границу. 1851. године, Војводство је подељено на 5 округа, који су се делили на срезове, а ови на општине. Војводство добија и врховни суд у Темишвару. Месни органи били су у свему потчињени Министру унутрашњих послова у Бечу. Сви виши чиновници били су Немци или понемчени Чеси. Срби су у администрацији имали више чиновника него раније, али њихово учешће није било онолико колико су желели. Од 1849. године, порез плаћају сви, а постоји и једнакост пред судовима, феудални апарат је замењен грађанско-административним. Започиње индустријализација, а владају начела слободне привреде. Српско грађанство се није најбоље снашло. Смањује се непријатељство према Мађарима, а повећава према Немцима. Са Румунима су односи и даље лоши због спорења око црквене власти. За време Кримског рата Срби су живнули због наде за ослобођењем. Када је 1859. године дошло до аустријског пораза у Италији сви су се понадали бољем: сељаци смањењу пореза, грађанство затварању границе према Аустрији, итд. Кнез Михаило се залаже за сарадњу са Мађарима, док једино још Црква остаје за династију. Као акт аустријског попуштања именован је за подвојводу Јосип Шокчевић, а немачки језик је одстрањен из гимназија. Да би повратио свој углед, патријарх Јосиф Рајачић поставља захтеве. Следи реакција централне власти из Беча: нови гувернер је Сен-Кантен, масовна хапшења, забрана тробојки, народних ношњи, итд. Већ у „Октобарској дипломи” нема нигде ни речи о Војводству и Србима. Да би задовољио претензије Мађара, који су били на ивици да започну нову побуну, Цар је 27. децембра 1860. донео одлуку о укидању Војводства Србије и Тамишког Баната, на велику радост Мађара и Немаца, а огорчење Срба и Румуна (Светозар Милетић, «На Туцин-дан 1860.»), што доноси још веће разочарање у царску политику. Анексију територије Војводства Србије и Тамишког Баната, без икаквог отпора, извршила је Угарска 31. децембра 1860, с тим да су Румски и Илочки срез припали Хрватској. Преостало је само још да се изврши предаја администрације, што је Царском одлуком од 26. јануара предвиђено за 1. фебруар. Ипак, предаја послова Намесништва Војводства Србије и Тамишког Баната Угарском намесничком већу је започела 2. фебруара 1861, чиме је ова круновина у потпуности престала да постоји. За утеху је цар Србима обећао очување верског, националног и језичког развитка у складу са привилегијама.

### Српски устанак у Херцеговини и Босни
Босанско-херцеговачки устанак или Херцеговачки устанак је био српски устанак подигнут у околини Невесиња 1875. године против османлијске власти и убрзо се проширио на цијелу Босну и Херцеговину. Устанике су подржале оружјем и добровољцима Књажевина Црна Гора и Кнежевина Србија што је довело до отпочињања Српско-турског рата и настанка тзв. Велике источне кризе. Посљедица устанка и ратова који су вођени против Османске империје био је Берлински конгрес (1878) на коме су Црна Гора и Србија добиле независност и територијална проширења, док је Аустроугарска на 30 година окупирала Босну и Херцеговину која је де јуре остала у саставу Османске империје. У устанку су се истакли Трипко Вукаловић, Мићо Љубибратић, Максим Баћовић, Лазар Сочица, Перо Тунгуз, Јован Гутић, Пеција Петровић, Голуб Бабић, Стојан Ковачевић и Богдан Зимоњић.

### Босна и Херцеговина под аустроугарском влашћу
Године 1878. Босна и Херцеговина је постала протекторат Аустро-Угарске, чему су се Срби снажно противили, чак и покретањем герилских операција против аустроугарских снага. Чак и након пада османске власти, становништво Босне и Херцеговине било је подељено. Српски политичари у Краљевини Србији и Кнежевини Црној Гори тежили су да БиХ припоје јединственој српској држави и та тежња је често изазивала политичке тензије са Аустро-Угарском. Још једна амбиција српских политичара била је да инкорпорирају Кондоминијум Босне и Херцеговине у Краљевину Србију. Хабсбуршки гувернер Бењамин Каллај је прибегао кооптацији верских институција. Он је спроводио политику десрбизације, и уопште анти-српску политику. Покушао је асимиловати Србе и створити вештачку „Босанску нацију”. Ускоро је аустријски цар добио подршку именовања православних метрополита и католичких бискупа и избора муслиманске хијерархије. Босна и Херцеговина под аустроугарском влашћу је назив за раздобље од 1878. до 1918. године када је Босна и Херцеговина била под управом Аустроугарске. Према државно-правном статусу, читаво раздобље се дели на два периода: окупациони и анексиони. Током окупационог периода, који је трајао од Берлинског конгреса (1878) до Анексије (1908), Босна и Херцеговина је била под аустроугарском окупацијом, али формално и даље под државним суверенитетом Османског царства. Током анексионог периода, који је трајао од аустроугарске анексије (1908) до стварања Краљевине СХС (1918), Босна и Херцеговина је била под пуним суверенитетом Аустроугарске. Босански пашалук је окупирала аустроугарска војска према условима Берлинског споразума, који је закључен 1878. године као ревизија Санстефанског споразума, али је званично остао део Османског царства. Аустро-Угарска је добила право да као међународни полицајац заведе ред у Босни и Херцеговини. Током окупације, аустроугарске власти су успјешно извршиле укључивање територије у економску и политичку структуру монархије и извршиле бројне значајне економске и културне промене. Године 1908. Босну и Херцеговину је Аустроугарска анексирала, чиме је ушла у састав Двојне монархије. Тако се устанак завршио само промјеном господара. Аустроугарска војска је наишла на неочекивано жилав отпор муслиманског становништва, који је трајао пуна три мјесеца. До већих окршаја је дошло код Кључа, Јајца, Добоја, Тузле и Сарајева. Октобра 1878. године аустроугарска војска улази у Сарајево, чиме је читава Босна и Херцеговина била окупирана. Успостављена је војна власт на челу са генералом Филиповићем. Са бившим господарем Босне и Херцеговине — Турском, склопљена је Цариградска (Новопазарска) конвенција 1879. године, по којој аустроугарска војска улази у Санџак, а заузврат се признаје суверенитет султана над Босном и Херцеговином, вијоре се турске заставе и вриједи турски новац. Ипак, стварну власт у Босни и Херцеговини има Аустро-Угарска. Срби у Босни и Херцеговини су равнодушни према промјени господара, али од нових власти ипак очекују провођење аграрне реформе, тј. подјела беговске земље сељацима. Хрвати у Босни и Херцеговини су поздравили нову власт од које, као католици, очекују бољи третман и повластице. 1881. године је донесен војни закон, по коме регрути у Босни и Херцеговини морају ићи у аустроугарску војску. Насилна мобилизација доводи до устанака у Херцеговини почетком 1882. године, у коме заједно учествују православно и муслиманско становништво. Устанак је угушен, многе вође ухапшене и осуђене на робију. Назив је овој територији дат по пријашњим пашалуцима Османског царства. Аустроугарској војној окупацији је претходио српски народни устанак који је угушен. Босна и Херцеговина је од 1878. до 1908. под аустроугарском војном управом имала положај кондоминијума који је званично био под суверенитетом султана, односно Османског царства. Након анексије ових области 1908, територија је добила статус аустроугарске колоније.

### Краљевина Србија
Краљевина Србија је бивши званични назив државе Србије у раздобљу између 1882. и 1918. године. Србија је проглашена краљевином одлуком Народне скупштине 6. марта 1882. године, чиме је Кнежевина Србија уздигнута на ниво краљевине. Први нововековни Краљ Србије Милан Обреновић је владао до 1889. када је абдицирао у корист свог тада малолетног сина Александра. Због малолетства Краља до 1893. је владало трочлано Краљевско Намесништво. 1903. десила се смена династије превратом у ноћи између 10. и 11. јуна када је убијен Краљ Александар Обреновић а за новог краља проглашен Петар Карађорђевић. Држава је проширила своју територију 1912—1913. на простор који је до тада био под турском влашћу т.ј. на простор Старе Србије учешћем у Балканским ратовима (Први и Други балкански рат). Као исход Првог светског рата Краљевина Србија је као таква постојала све до 1. децембра 1918. када је прокламовано Краљевство Срба, Хрвата и Словенаца под даљом владавином српске династије Карађорђевић. Свечаном прокламовању државног јединства Срба, Хрвата и Словенаца непосредно су претходили закључци Народног вијећа Словенаца, Хрвата и Срба и одлуке о уједињењу Војводине и Црне Горе са Србијом.

## Срби у раном 20. веку

### Мајски преврат и Царински рат
Мајски преврат је био државни удар у ком су убијени краљ Александар Обреновић и његова жена, краљица Драга, чиме је прекинута лоза династије Обреновић, која је владала Србијом од средине 19. века. Након Мајског преврата на чело Србије је дошла династија Карађорђевић. Преврат је имао велики утицај на однос Србије и европских сила, зато што су се Обреновићи политички ослањали на Аустроугарску, а Карађорђевићи на Француску. Сам догађај, убиство краља и краљице, спровела је група официра и цивила-завереника на чијем је челу био официр Драгутин Димитријевић Апис. То је било у ноћи између 28. маја и 29. маја 1903. године (по старом календару). На исти дан 35 година раније је убијен кнез Михаило Обреновић у Кошутњаку. Најистакнутији завереници на челу са Аписом су касније, са многим придошлицама, основали милитаристичку организацију из сенке, звану „Уједињење или смрт”, познату још по неформалном имену „Црна рука”. Царински рат (свињски рат) је био трговински сукоб између Краљевине Србије и Аустроугарске монархије. Наступио је 12. јануара 1906, после прекида преговора који су вођени у Бечу. Трајао је до ступања на снагу новог трговинског уговора 9. јануара 1911. године.

### Анексиона криза
Анексиона криза (1908—1909), позната и као Босанска криза или Прва балканска криза, криза је која је настала анексијом Босне и Херцеговине Аустроугарској, извршене прогласом цара Франца Јозефа 5. октобра 1908. године. Као непосредан повод послужила јој Младотурска револуција и преврати у Цариграду, изведени у љето 1908. године. Године 1908. Аустро-Угарска је анексирала Босну и Херцеговину, у овом тренутку насељену већинским српским становништвом, супротстављајући се правцима Берлинског конгреса, што је изазвало пометњу у Црној Гори и Србији. Ова криза анексије била је један од разлога за касније тензије које су довеле до ерупције Првог светског рата. Први парламентарни избори у Босни и Херцеговини одржани су 1910. године, а побједник је била Национална организација Србије. Омладина из редова сва три народа у Босни и Херцеговини стварају тајну организацију названу „Млада Босна”, чији је циљ борба против аустроугарске окупаторске власти. Методи борбе су атентати на значајне аустроугарске носиоце власти у Босни и Херцеговини. Крајњи циљ њихове борбе су ослобођење и уједињење свих јужнословенских земаља. Идол свих припадника „Младе Босне” је Богдан Жерајић, који је након неуспелог атентата на генерала Варешанина испио отров и умро. Руководећи се том жртвом Гаврило Принцип је 28. јуна 1914. године извршио атентат на аустроугарског престолонаследника Франца Фердинанда. Сарајевски атентат био је повод за избијање Првог светског рата. Први светски рат који је довео до пораза Аустро-Угарске и укључивања Босне и Херцеговине у Краљевину Србију и Краљевину Југославију.

### Краљевина Црна Гора
Краљевина Црна Гора је историјски период у историји Црне Горе од 1910. до 1918. године, настала је из Књажевине Црне Горе. Једини краљ је био Никола Петровић. Црна Гора је проглашена краљевином 28. августа (ст. кл. 15. августа) 1910. године, на педесетогодишњицу владавине Николе I Петровића.

## Срби у Балканским ратовима и Првом светском рату
Балканским ратовима се означавају два рата вођена у раздобљу од 1912. до 1913. године. Балкански ратови су били увод у сукоб ширих размера, Први светски рат. (види: Узроци Првог светског рата). Током Балканских ратова 1912—1913. године, Србија проширује своју територију на југ и укључује подручје Новопазарског санџака (Рашку), Косова и Македонију. Србија је привремено контролисала и северне делове данашње Албаније, али је морала да их уступи новоствореној албанској држави.
Краљевина Србија ратовала је против Аустроугарске и других Централних сила од 28. јула 1914. када јој је аустроугарска влада објавила рат па све до капитулације Аустроугарске 3. новембра 1918. године. Прве године рата Србија је потукла аустроугарску Балканску војску. Наредне године њена војска суочила се са Тројном инвазијом. Не желећи да се преда српска војска се повукла преко Албаније. Евакуисана је на Крф где се одморила, наоружала и реорганизовала. Одатле је пребачена на Солунски фронт где је већ 1916. године забележила успехе. После дугог затишја борбе за пробијање фронта почеле су септембра 1918. године. Српске и друге савезничке снаге пробиле су фронт и убрзо је Бугарска принуђена на предају. Српска војска незадрживо је напредовала и 1. новембра 1918. ослобођен је Београд. Захваљујући српским војним победама и дипломатији створена је Краљевина Срба, Хрвата и Словенаца. Велику победу у Првом светском рату Србија је несразмерно скупо платила: током рата изгубила је, процењује се, између 1.100.000 и 1.300.000 становника што је чинило готово трећину укупног становништва или чак око 60% мушке популације. Током Првог светског рата (1914—1918), Србију окупирају снаге Централних сила, а српска војска се повлачи из земље. Након пробоја солунског фронта 1918. године, српска војска ослобађа Србију, као и друге српске и југословенске земље којима је до тада владала Аустроугарска. У новембру 1918. године, пре стварања Краљевства Срба, Хрвата и Словенаца, Србији се прикључују Срем, Банат, Бачка и Барања и Црна Гора и тако проширена Србија потом улази у састав нове југословенске државе.

## Краљевина Срба, Хрвата и Словенаца/Југославија и Бановина Србија
Још током Првог светског рата, Нишком декларацијом из 1914. године, Србија као свој ратни циљ одређује „ослобођење и уједињење у једну државу свих јужнословенских народа на Балканском полуострву”. Сходно овој одлуци тадашње Скупштине Србије, српска војска је 1918. године ослободила од Аустроугарске окупације територију читаве касније Југославије, а у Београду је 1. децембра 1918. проглашена Краљевина Срба, Хрвата и Словенаца (»троједног народа«) на челу са српском династијом Карађорђевић. Краљевина СХС је 1929. године преименована и назива се Краљевина Југославија и као таква постоји до Другог светског рата, односно до њеног комадања на окупационе зоне и квислиншке државе. Србија своју државност уноси у Југославију, која има карактер унитарне државе све до формирања Бановине Хрватске 1939. године. Након формирања ове националне бановине Хрвата, износе се предлози да се од остатка Југославије формирају Бановина Србија и Бановина Словенија. Краљ Александар је убијен 1934. године, што је довело до краја диктатуре. Током 1939. године, суочена са убиствима, корупцијским скандалима, насиљем и неуспехом централизоване политике, српско руководство сложило се са компромисом са Хрватима. Бановине су касније, 1939. године, еволуирале у коначни предлог за поделу заједничке државе на три дела или три бановине, једну словеначку бановину, једну хрватску и једну српску, од којих је свака обухватила већину етничког простора сваке етничке групе. Сва територије данашње Црне Горе, већина БиХ, цела Северна Македонија, Косово, Војводина требало је да буду део Бановине Србије, јер је већина тих територија била насељена већином српским становништвом, а Срби су чинили укупну већину. Дана 24. августа 1939. године председник Хрватске сељачке странке Влатко Мачек и Драгиша Цветковић склопили су споразум (споразум Цветковић-Мачек) према којем је Бановина Хрватска створена уз многе и велике уступке на српској страни. Срби у Западној Херцеговини, делу Босне, Далмацији, Славонији, делу Срема, Српској Крајини, Дубровнику и Посавини налазили су се у хрватском ентитету унутар Југославије, док практично ниједан Хрват није остао у српском федералном ентитету 1939. године.

## Срби и геноцид над Србима у Другом Светском Рату
Краљевину Југославију окупирају Силе Осовине 1941. године и деле је на три квислиншке државе — Независну Државу Хрватску, Недићеву Србију и Црну Гору. Периферни делови Југославије су анектирани од стране околних фашистичких држава — Немачке, Италије, Мађарске и Бугарске. Марионетска Србија је обухватала највећи део територије касније познате као Централна Србија, Банат, северни део Косова и источни Срем, који је касније предат Независној Држави Хрватској. Банат је имао аутономију у оквиру Србије и њиме су управљали локални Немци. Србија је била окупирана од стране немачких и бугарских трупа и стављена под немачку војну управу, под чијим надзором су деловале марионетске српске владе: најпре Комесарска управа Милана Аћимовића, а потом и Влада народног спаса Милана Недића. Током окупације, на територији Србије су деловала два покрета отпора — ројалистичка Југословенска војска у отаџбини и комунистичка Народноослободилачка војска Југославије. Ови покрети су се борили како против окупатора и квислиншких оружаних формација, тако и међусобно. Доласком совјетске Црвене армије 1944. године, немачке окупационе трупе се повлаче из Србије, а уместо квислиншке Србије се формира нова социјалистичка Србија у оквиру обновљене Југославије.
Срби су се енергично борили против окупатора, како против Немаца, тако и против Хрвата, Италијана, Мађара, Бугара, Албанаца и домаћих Муслимана сарадника окупатора. Срби су пружили најжешћи отпор окупатору у целој окупираној Европи. Постојала су два доминантно српска покрета отпора, један је био ЈВуО, а други НОБ(Партизани). Убрзо су та два покрета отпора заратила међусобно и тако еј почео грађански рат, након кратког периода заједничке борбе против окупатора. Комунисти су први напали регуларну и легитимну краљеву војску и у више наврата нападали „са леђа” Србе на територији данашње БиХ који су се бранили на другом фронту од покоља усташа. Неки од најжешћих комунистичких злочина у току рата су учињени у српској Црној Гори и српској Старој Херцеговини.
Као један од главних почетака расрбљавања српске Црне Горе, свакако представљају многобројни комунистички ратни злочини над Србима у ЦГ, односно тзв. „Лева Скретања”, како су ти злочини описани од стране КПЈ. Лева скретања је термин која је Комунистичка партија Југославије користила да опише радикалне политике и стратегије које су спроводили у партији и партизанским јединицама током Другог светског рата углавном у Црној Гори, Херцеговини и ужој Србији, и у мањем обиму у Хрватској и Словенији. У тим областима је крајем 1941. и почетком 1942. дошло до масовних убистава, мотивисаних партизанским страховима од тзв. „пете колоне” и класном борбом. Као резултат тих акција комуниста, многи сељаци из источне Херцеговине и Црне Горе, који нису били никакви колаборационисти или „кулаци” су масовно приступали четницима. КПЈ је осудила акције спроведене у овом периоду и казнила неколико локалних команданата.
Један од важнијих разлога за пораз партизана у Црној Гори и Херцеговини на почетку рата су злочини које су партизани учинили у периоду који је томе претходио. Физичка ликвидација вршена је како стрељањем тако и хладним оружјем, клањем и маљевима. Најпознатија локација на којој су вршени злочини у Црној Гори је свакако Пасје гробље код Колашина где је побијен већи број оних које су комунисти видјели као своје непријатеље. На Бадњи дан 1942. године партизани су у колашинском лугу на десној обали Таре, над тијелима 240 унакажених грађана, разапели лешину пса.
Као командант окупираног Колашина, мајор Јоксимовић је неколико месеци касније присуствовао ископавању жртава „пасјег гробља”. Он је све жртве оквалификовао као невине:
Пред тим језивим призором немо стојимо сви, нарочито родбина. Она не може да препозна лешеве својих милих и драгих, јер су страшно унакажени и без појединих делова тијела. Руке и ноге су им поломљене; зуби повађени грубим клијештима још док су били живи; лобање су им размрскане дрвеним маљевима, чије су ударце чули становници најближих кућа оне свете ноћи уочи Божића. Све у свему, прави пакао на земљи, у који су дотерани и у коме су страдали праведници, Срби православне вјере и национално опредељени. То су били људи из свих друштвених редова, од судије до обичног радника. Њихова је једина „грешка” била што нису прихватили безбожнички комунизам…
Осим овог злочина познати злочини су почињени на тај начин што су жртве после ликвидације бацане у крашке јаме, па су противници партизане погрдно називали Јамарима. Најпознатије јаме гдје су извршени ови злочини су јама у селу Гриже код Берана, Шахотичка јама код Бијелог поља, Шавничка јама, јама код Ријеке Црнојевића и которска јама код Никшића. Писмом од 14. фебруара 1942. Тито наређује штабу Црногорско-санџачког партизанског одреда, да стреља „све оне који су потпомагали четнике и били наклоњени њима”. Тито, даље, наређује да штаб одреда „рашчисти са лабавим и колебљивим елементима енергично и без милосрђа”, то јест, да се такви стрељају. У Титовом писму, из фебруара 1942. подређеним штабовима, наређено је да се одмах разоружају и стрељају сви они „у које се може посумњати да ће сутра бити наши непријатељи”. Тито је, такође, наредио да се конфискује (одузме) сва имовина „одбеглих четника као и свих петоколонаша и непријатеља и разбијача народне борбе”.

### Срби у НДХ
Током Другог свјетског рата, Срби у Босни и Херцеговини су стављени под власт фашистичког усташког режима у Независној Држави Хрватској. Под усташком влашћу Срби су заједно са Јеврејима и Ромима били подвргнути систематском геноциду где су стотине хиљада цивилних Срба убијене. Према америчком Музеју холокауста, 320.000-340.000 Срба је убијено под усташком влашћу. Према Јаш Вашем музеју и истраживачком центру за холокауст, „више од 500.000 Срба је убијено на ужасне садистичке начине, 250.000 је протјерано, а још 200.000 је било присиљено да се преобрати” током Другог свјетског рата у Независној Држави Хрватској (оквирно данашња Хрватска и БиХ).
Срби су претрпјели велики геноцид, а тиме и драстичну демографску промјену током Другог свјетског рата. Званична брутална политика Независне Државе Хрватске, која укључује протеривање, убиство и присилно покатоличавање православних Срба[28], допринијела је да се Срби никада демографски не опораве у Босни и Херцеговини. Федерални завод за статистику у Београду саставио је цифру од 179.173 лица погинулих у рату у Босни и Херцеговини током Другог свјетског рата: 129.114 Срба (72,1%); 29.539 Муслимана (16,5%); 7.850 Хрвата (4,4%); други (7%). Плановима нацистичке Њемачке и Независне Државе Хрватске 110.000 Срба је премјештено и превезено у окупирану Србију. Само у периоду од маја до августа 1941. године у Србију је протјерано преко 100.000 Срба. У жару рата Србија је имала 200.000 до 400.000 српских избеглица из усташке Босне и Херцеговине. До краја рата 137.000 Срба је трајно напустило територије Босне и Херцеговине.
Побуна око Санског Моста против усташа из маја 1941. била је потиснута за два дана, а устанак у источној Херцеговини у јуну 1941. године био је потиснут након двије седмице. Међутим, Срби су се постепено организовали у два покрета, четнички покрет и партизански покрет, у којима су у оба случаја доминирали борци српског поријекла, барем у почетним фазама борбе 1941. године. Херцеговина се побунила против власти Независне Државе Хрватске (НДХ), марионетске државе Осовине која је успостављена током Другог свјетског рата на територији поражене и окупиране Краљевине Југославије. Док је НДХ наметала своје овласти, чланови фашистичке усташке владајуће странке започели су кампању прогона Срба широм земље. У источној Херцеговини усташе су починиле низ масакра и напада на већинско српско становништво које је почело у првој седмици јуна. Између 3. и 22. јуна 1941. дошло је до спонтаних сукоба између власти НДХ и група Срба у региону.
Немачка инвазија на Совјетски Савез почела је 22. јуна. У наредна два дана спорадичне побуне Срба против НДХ у источној Херцеговини избиле су у масовну побуну, изазвану усташким прогоном, српском солидарношћу с руским народом, мржњом и страхом од власти НДХ и другим факторима. Српски побуњеници, под водством локалних Срба Херцеговаца и Срба Црногораца, напали су полицију, жандармерију, усташке и хрватске домобранске снаге у региону.
Највећи број антифашистичких борби и битака водиле су се углавном на подручјима у којима су живе Срби, попут битке на Неретви, битке код Сутјеске, операције Дрвар, битке на Козари и тако даље. Иако су Срби углавном били присталице ЈВуО, односно Четничког Покрета, они су такође чинили преко 90% чланова Партизанског покрета. Срби у Источној Босни, Херцеговини, Бирчу, Семберији, Романији и Подрињу су углавном подржавали Четнички Покрет, док су Срби Крајишници били чешће припадници партизанских јединица, иако не нужно комунисти. Без обзира за свој искључив допринос у револуционарној борби, као и борби против окупатора, комунисти су убили на хиљаде српских цивила, свештених лица, спалили на десетине храмова и спроводили културоцид над Србима у БиХ.
Између 1945. и 1948. године, након Другог свјетског рата, отприлике 70.000 Срба мигрирало је из Народне Републике Босне и Херцеговине у Српску Војводину након што су Нијемци отишли, што је било дио комунистичке политике демографског пражњења српских крајева.
Само две недеље након проглашења НДХ, 25. априла 1941. Павелић је забранио употребу ћирилице и издао наредбу о ношењу плаве траке са словом П („Р”) за православне. Јевреји су носили жуту траку. Србима и Јеврејима забрањено је да се возе трамвајима. Након сусрета Павелића са Адолфом Хитлером, влада НДХ је усвојила расне законе 22. јула 1941. године.
2. јуна 1941. затворене су све православне школе.
4. јуна 1941. у Загребу је одржана конференција усташких и немачких представника са темом исељења Словенаца из Рајха у Хрватску и Србију, и Срба из Хрватске у Србију. Требало је преселити 180.000 Словенаца и 205.000 Срба. Прогнаници су смели понети по 50 kg пртљага и 500 динара готовог новца. Протокол је извршен тако што је 7.174 Словенца и 11.235 Срба пребачено у Србију под наведеним условима. Још око 200.000 Срба пребегло је илегално у Србију.
25. јуна укинут је патријаршијски прирез од 10%, који су плаћали православни.18. јула забрањен је назив „српска православна вјера” а уведен „грко-источна вјера”.
20. септембра конфискована је имовина Карловачке митрополије.
Миле Будак, Павелићев министар и доглавник, изјављује у јулу 1941. у Госпићу: „Један дио Срба ћемо побити, други раселити, а остале превести на католичку вјеру и тако претопити у Хрвате.”
Милован Жанић, министар у усташкој влади, 3. јуна 1941. у Новој Градишци изјављује: „Ово има бити земља Хрвата и никога другога и нема те методе коју ми нећемо као усташе употребити, да начинимо ову земљу збиља хрватском, и да је очистимо од Срба, који би нас угрозили првом згодом. Ми то не тајимо, то је политика ове државе и то кад извршимо, извршит ћемо оно, што пише у усташким начелима.”
Мирко Пук, усташки министар правосуђа и богоштовља у Крижевцима 6. јула 1941. поручује Србима: „Или се уклоните из наше земље милом или ћемо вас истјерати силом.”
Усташки стожерник Виктор Гутић ће у мају 1941. у свом говор у Санском Мосту рећи: »Нема више српске војске! Нема више Србије! Нема геџа, наших крвопија, нестало је циганске династије Карађорђевића, а и код нас— ускоро — друмови ће пожељет Србаља, ал' Србаља више бити неће. Издао сам драстичне наредбе за њихово потпуно економско уништење, а слиједе нове за потпуно истребљивање. Не будите слаби ни спрам једнога. Држите увијек на уму да су то били наши гробари и уништавајте их гдје стигнете, а благослов нашег поглавника и мој вам неће узмањкати.«)
Под својим вођом Антом Павелићем, хрватске усташе су почеле са прогоном и убијањима Срба, Јевреја и Рома (Цигана).
Људске очи за Анту Павелића један је од страшних злочина усташке НДХ у Другом светском рату.

Први је то поменуо у књизи Капут (Kaputt) писац и ратни извештач са источног фронта Курцио Малапарте.
„Док је Поглавник говорио, примјетио сам на столу котарицу од врбовог прућа. Поклопац је био подигнут и видело се да је дупле пуна плодова са мора…некаквих острига,…онаквих какве се могу видети у посудама у излозима Дортним&Мајсон, на Пикадилију у Лондону… — То су остриге из Далмације ? — упитао сам Поглавника. Анте Павелић подиже поклопац и показујући ми…ту љигаву, слузаву масу острига, рече, смешећи се: — То је поклон мојих верних усташа ! Овде има двадесет килограма људских очију…”
Мало касније (1945) је слично записао и словеначки писац и партизан Витомил Зупан, који је код Огулина 1945. водио партизанску засједу према усташама. Након успешне засједе код једне убијене усташе нашли су велику кесу, у њој је било 300—400 парова људских очију. У посебној кесици биле су издвојене и плаве очи. На кеси је било написано Плаве девојачке очи за Анту Павелића.
Процјене о броју убијених Срба у Другом свјетском рату се крећу од 900.000 до 1.200.000. Од тог броја су усташе у Босни и Херцеговини и Хрватској убили од 330.000 до 390.000 Срба у концентрационим логорима, по подацима Америчког музеја холокауста. По проценама њемачких окупатора, официра и дипломата, убијено је до два пута више Срба, односно 600.000-800.000.
На примјер Хитлеров изасланик Херман Нојбахер је писао: „Када главни усташе тврде да су убили један милион православних Срба (укључујући бебе, дјецу, жене и старце), то је по мом мишљењу претеривање. На бази докумената које сам ја добио, процењујем да је убијено 750.000 незаштићених људи.”
Неутврђен број Срба је побијен ван концентрационих логора, на разним губилиштима, и бачен у јаме, ријеке и друге локације. Сабирање само жртава из концентрационих логора стога не даје прави број убијених људи. Усташе су смишљале веома окрутне начине убијања, тако да су се користили ножеви, маљеви, а чак је смишљено и ново оружје звано Србосјек за брзо клање Срба.
Осим логора смрти, усташе су вршиле масовне покоље на лицу места, по селима, одводећи похватане Србе до јама, бунара, бездана или река, клали их, убијали маљевима, стрељали или живе бацали у масовне гробнице.
Један од највећих усташких злочина је Гаравички геноцид над Србима и Јеврејима бихаћког среза. У јулу 1941. године усташе су побиле 12.000 Срба из града Бихаћа и околине. Срби су бацани у јаме на Гаравицама, у оближње реке или су клани по својим кућама и њивама.

## Срби у СФРЈ и под комунистичком влашћу
Током комунистичке ере и власти титоизма, многи Срби су своју националност прогласили југословенском и као и све етничке групе у то време, Срби су сарађивали и били пријатељи са својим суграђанима, а истовремено су одржавали своју културу, првенствено кроз праћење српске православне цркве. Многи српски научници, интелектуалци, сељаци, обични грађани и културни делатници били су изложени прогону, дискриминацији и лажним оптужбама за „великосрпски национализам”, монархизам и иредентизам. Комунизам-Титоизам је за Србе у СФРЈ, као и за остале Србе у СФРЈ представљао тешки идеолошки и идентитетски удар, сличан таласима римокатоличког и исламског конвертитства у претходним вековима. Након одређене историјске дистанце може се засигурно рећи да је талас исламизације и османлијског освајања српских земаља, од Срба створио данашњу Бошњачку нацију(и делимично северно-арбанашку), насилно покатоличавање превело већи број Срба у данашње славонске, далматинске и крајишке Хрвате, док је комунизам-титоизам створио данашње националне Црногорце и националне Македонце. АВНОЈ-ске границе су насилно и вештачки подијелиле српски народ у више федералних јединица и Социјалистичких Република, и фактички је предратна територија Српске Бановине умањена за око две трећине. Србији су АВНОЈ-ским границама формално-правно одузете Босна, Херцеговина, Крајина, Црна Гора(Са Старом Херцеговином, Старом Рашком, Брдима, Боком которском и Приморјем), Северна Македонија(Стара Србија), а фактички одузете су и АП Војводина(Срем, Банат, Бачка и Барања-припојена СР Хрватској) и АП Косово и Метохија. За стварање аутономних покрајина АП Војводине и АП Космета, искориштени су изговори мултиетничке слике тих српских регија, као и историје аутономије и државности Војводства Српскога у оквиру Хабзбуршке монархије, те се самим тим поставља питање, зашто Крајини, Славонији, Далмацији, и Истри није дат статус аутономних покрајина или федералних јединица, односно република, јер и оне испуњавају те услове вишеструко више неголи Космет или Војводина. Срби у СФРЈ су били изложени прогањању због својих политичких идеја, залагања за демократију, или претходну лојалност својој држави, цркви, и круни. Често су Срби из БиХ СР Македоније и СР Хрватске исељавани у Србију или ЦГ, што присилно, што подстрекивани да се добровољно исељавају. Спровођена је непотребна урбанизација и индустријализација, нарочито у српских руралним крајевима, не би ли се разбио сељачки начин живота Срба, и њихова традиција, култура и природни прираштај, односно наталитет.

### АВНОЈ и комадање Србије
Антифашистичко веће народног ослобођења Југославије (АВНОЈ; мкд. Антифашистичко собрание за народно ослободување на Југославија, словен. Antifašistični svet narodne osvoboditve Jugoslavije) је био политичка организација народноослободилачких одбора који су успостављени 26. новембра 1942. да би управљали територијама под својом контролом током Другог светског рата. АВНОЈ је био под политичким вођством главног покрета отпора Југославије, током окупације сила Осовине у Другом светском рату. У АВНОЈ-у су потврђене границе Социјалистичких Југословенских република и донесене одлуке о стварању „македонске” и „црногорске” нације, као политичих пројеката, а српски народ је доживео „судбину Курда”, и био разбијен у неколико република и аутономних покрајина, данашњих независних држава. АВНОЈ-ске границе су биле готово идентичне окупаторским осовинским границама. И српски народ је изгубио готово све тековине Балканских ратова и Првог светског рата, одузете су му територије БиХ, Војводине, ЦГ, Космета, Македоније, које су припадале Бановини Србији. Уистину и Бановина Хрватска је смањена на СР Хрватску, али су јој те територије компензоване статусом хрватског конститутивног народа у БиХ, и присаједињењем Истре, Баније, Барање, Задра и одређених далматинских отока СР Хрватској.
Демократска Федеративна Југославија (скраћено ДФЈ, понекад и као ДФ Југославија) је држава која је истовремено представљала последњи период Краљевине Југославије и први период социјалистичке Југославије (касније познате као Федеративна Народна Република Југославија и Социјалистичка Федеративна Република Југославија). Њоме је владала Привремена влада Демократске Федеративне Југославије, са трочланим Намесништвом.

### Десрбизација, асимилација, црногоризација и македонизација
Почевши од средине 20. вијека, Срби у Црној Гори су потпали под удар десрбизације и етно-политичке црногоризације. Након окупације Црне Горе у Другом свјетском рату (1941), сарадници окупатора су под вођством Секуле Дрљевиће покренули антисрпску кампању у склопу покушаја стварања Независне Државе Црне Горе као квази-националне државе „црногорског” народа. Слична политика је потом настављена и за вријеме комунистичке власти у Југославији. Још у раздобљу између два свјетска рата, Коминтерна се у својим програмским актима залагала за разбијање тадашње Краљевине Југославијеи стварање посебне црногорске нације, а такву политику је усвојила и Комунистичка Партија Југославије. Главни заговорник десрбизације у Црној Гори био је комуниста Милован Ђилас, који је одлучно заступао став о посебности црногорске нације, у чему су га подржавали Едвард Кардељ и Јосип Броз Тито. Након успостављања комунистичке власти (1944) и стварања Народне Републике Црне Горекао посебне федералне јединице у саставу нове Југославије (1945), комунистички режим је приступио озваничењу посебне црногорске нације, чиме је постављен темељ за организовано спровођење процеса десрбизације и црногоризације. Идеолошку основу за спровођење десрбизације и црногоризације поставио је Милован Ђилас, који је у својим програмским чланцима из првих послератних година заступао тезу о историјској самобитности „црногорске” нације. У раздобљу између 1944. и 1948. године, на подручју Црне Горе спровођена је интензивна црногоризација у свим областима друштвеног живота, а ова кампања је достигла врхунац у време првог послијератног пописа становништва који је спроведен током 1948. године.
Након политичких промјена које су у Црној Гори спроведене крајем осамдесетих и почетком деведесетих година 20 вијека, дошло је до позитивног, али привременог заокрета у односу државних власти према вођењу националне политике, тако да је у новом Уставу Републике Црне Горе из 1992. године било назначено: У Црној Гори у службеној употреби је српски језик ијекавског изговора (чл. 9). Међутим, након стварања Државне Заједнице Србије и Црне Горе (2003) и потоњег проглашења државне независности Црне Горе (2006),[39] процеси десрбизације и црногоризације су добили обиљежја званичне државне политике, која се од тада организовано спроводи у свим областима друштвеног, политичког и културног живота. Када је 2007. године усвојен нови Устав Републике Црне Горе, одредба о службеном језику је измењена тако што је српски језик замијењен „црногорским” (чл. 13). Специфичан облик десрбизације и етно-религијске црногоризације огледа се и у покушају стварања посебне шизматичке религиозно-политичке организације односно „Црногорске православне цркве” као алтернативи Митрополији Црногорско-Приморској.
Македонизација представља процес асимилације локалне српске популације на територији данашње Северне Македоније. Одмах после Другог светског рата у Вардарску Македонију долазе функционери Савеза Комуниста чији је циљ био додатно вршити притисак на Србе и уцењивати, застрашивати како би се расрбили... Што је довело до тога да они узимају бугарашка презимена... На пример, Цветковић је постао Цветковски... Јовановић је постао Јованов и сл. Ово је био тихи геноцид над Вардарским Србима који је трајао деценијама. Резултат тога је био поражавајући. Срби од аутохтоног односно државотворног народа у Вардарској Македонији постали су национална мањина, а тзв. Македонци су признати као посебна нација након 1992. године, односно распада социјалистичке Југославије. Иако је добар део тзв. Македонаца са симпатијама гледао на Републику Србију нису одустајали од тога да су засебна нација.

### Конфедерализација земље
Устав СФР Југославије, донет фебруара 1974. године, извршио је значајне промене у државном и друштвено-економском уређењу земље. Иако се нови устав у већој мери бавио кодификовањем друштвено-економског система према крајњим дометима теорије самоуправног социјализма, највише контроверзи и историјских последица проистекло је из одредби Устава о државном устројству СФРЈ, које су касније коришћене као правни темељ за процес распада СФРЈ и различито тумачене од стране зараћених страна током оружаних сукоба на простору бивше СФРЈ. Устав СФРЈ је тадашњим југословенским републикама (а посебно покрајинама унутар СР Србије — Војводини и Косову) дао широка права и овлашћења. Покрајине су чак добиле право вета на одлуке које би доносила Србија. Устав је прогласио југословенског председника, Јосипа Броза Тита, за доживотног председника државе. Овим уставом је извршена фактичка конфедерализација земље. Највише примедби на државно уређење по Уставу из 1974. имала је СР Србија, што је било најприродније имајући у виду њену територијалну структуру. У почетку, тражило се од савезних власти да убеде покрајине да исправно интерпретирају Устав, по којем је Србија ипак била суверена република са одговарајућим степеном аутономије за своје покрајине. Међутим, након Кардељеве (1979) и Титове смрти (1980) све теже је било арбитрирати у споровима између република и покрајина. Средином 1980-их, српско руководство је све гласније тражило промену Устава, а не више само исправну интерпретацију. Почетком 1987, захваљујући настојањима српског руководства, Председништво СФРЈ иницирало је усвајање више од 130 амандмана. Међутим, нешто касније дошло је и до обрачуна унутар српског руководства. На Осмој седници ЦК СК Србије, септембра 1987. године, победила је струја Слободана Милошевића која је енергично и оштро захтевала раскид са Уставом из '74. Тако је крајем 1988. дошло до смене комплетних руководстава у обе покрајине, а у пролеће 1989. године усвојени су амандмани на Устав Србије, који су знатно сузили овлашћења и права покрајина. Коначан раскид са уставним решењима из '74. Србија је завршила септембра 1990. године, када је добила потпуно нови Устав.

## Распад СФРЈ и ратови од 1991. до 1999
Распад Југославије настао је као резултат низа политичких немира и сукоба током почетка деведесетих година 20. вијека. Након периода политичких криза осамдесетих година, дошло је до распада Социјалистичке Федеративне Републике Југославије, а неријешена питања изазвала су међуетничке сукобе. Ратна дешавања су се првенствено одвијала у СР Хрватској(федералној јединици СР Хрватској) и СР Босни и Херцеговини од 1991. до 1995. После тога до великих оружаних сукоба дошло је 1998. и 1999. на подручју Србије.

### Стварање Савезне Републике Југославије
Када је дошло до распада СФРЈ, представници Србије и Црне Горе су се договорили да те две републике очувају заједничку државу. 27. априла 1992. године, у Београду преостали чланови Савезног већа Скупштине СФРЈ, у којој су били посланици из Србије и Црне Горе, прогласили су Савезну Републику Југославију и Устав Савезне Републике Југославије.
Убрзо после проглашења СРЈ се суочила са великим тешкоћама. На почетку грађанског рата у БиХ у Сарајеву један инцидент у коме је погинуло 16 лица довео је до осуде СРЈ у Савету Безбедности УН. Резолуцијом 757 30. маја 1992. године, Савет безбедности УН увео је потпуни ембарго на размену са СРЈ, која је кажњена као главни кривац за грађански рат у БиХ. Због Резолуције 757 СРЈ је трпела велике штете, а у њој су склониште нашле и стотине хиљада Срба из ратом захваћених подручја.
Тек је потписивање Дејтонског споразума 21. новембра 1995. године и мира у Паризу 14. децембра 1995. године омогућило да суверене државе чланице Уједињених нација укину санкције према СРЈ, које су уведене 1992.

### Стварање и пад РСК
Република Српска Крајина (скраћено РСК, или Српска Крајина или само Крајина), била је краткотрајна држава у југоисточној Европи, међународно непризната. Српска Крајина се већим дијелом своје територије простирала на подручју некадашње Војне крајине, и то на подручју сљедећих округа: Хрватска војна крајина, Славонска војна крајина и Дунавска војна крајина. Српска Крајина је настала као одговор на поступке хрватских власти, које су водиле политику сецесије од Југославије, као и тежња Срба у Хрватској да остану у Југославији.
Српска Крајина је постојала између 1991. и 1995. године и основана је на територији Републике Хрватске у саставу Социјалистичке Федеративне Републике Југославије. Главни град је био Книн са 12.331 становника. Осим Книна, већи градови су били Вуковар (44.639 становника) и Петриња (18.706 становника). Српска Крајина је 1991. године имала 470.000, а 1993. године 435.000 становника. Простирала се на површини од 17.040 km².
Већину територије је Српска Крајина изгубила током хрватских војних операција Бљесак и Олуја 1995. године. Остатак Српске Крајине у источној Славонији, Барањи и Западном Срему, према Ердутском споразуму кроз прелазну управу Организације уједињених нација, интегрисан је у састав Републике Хрватске 1998. године.
Српска Крајина се граничила са Републиком Хрватском, Мађарском, Савезном Републиком Југославијом, Републиком Босном и Херцеговином и Републиком Српском.

### Стварање Републике Српске
Скупштина СР БиХ је нелегалним (противном уставу СФРЈ и СР БиХ, као и легалистичком институту конститутивности народа) прегласавањем српских представника, реагујући на догађаје у СФРЈ, 15. октобра 1991. године донела „Акт о реафирмацији суверености Републике Босне и Херцеговине”. Тим чином одлучено је да се повуку представници СР БиХ из рада органа СФРЈ док се не постигне договор између свих република које сачињавају Југославију. На то су пристали представници СДА и ХДЗ, док су представници СДС одбили дјеловати по донесеном акту. Овај акт је допринео стварању међунационалне напетости у СР БиХ и био увод у предстојеће ратне сукобе. Рат је узрокован због пораста национализма те комплексном комбинацијом политичке, друштвене и сигурносне кризе која је уследила након завршетка Хладног рата и распада СФРЈ. Рат је званично почео убиством старог свата у Сарајеву. На дан 1. марта 1992. другог дана референдума о независности СР Босне и Херцеговине, припадник Зелених беретки Рамиз Делић је пуцао на српску свадбену поворку на Башчаршији и притом убио младожењиног оца Николу Гардовића. Догађај је познат као убиство старог свата испред Старе цркве на Башчаршији. Наоружани Срби су исте вечери подигли барикаде по Сарајеву, а у раздобљу од 1. до 5. марта подигли су барикаде и у још неким градовима (Шамац, Дервента, Оџак). Муслимани су контролисали центар Сарајева, док су Срби контролисали остатак града, као и узвишења око њега. У месташцу Сијековац код Босанског Брода, у ноћи између 26. и 27. марта, Војска Републике Хрватске је прешла реку Саву и у сарадњи са муслиманским паравојним јединицама починила тежак злочин и убила 9 српских цивила. У масакру у Сијековцу страдало је укупно 46 Срба. Овим масакром су започети велики оружани сукоби у СР Босни и Херцеговини. Завршен је званичним потписивањем Дејтонског споразума. На територији Босне и Херцеговине српски народ је прије првих предлога о кантонизацији почео да се бори за формирање сопствених аутономних области. Муслиманска и хрватска већина, упркос чињеници да је до краја новембра поред Хрватске заједнице Херцег-Босне створена и заједница Средишње Босне, није прихватала ни оснивање заједнице општина са српском већином. Српски политички представници су до 27. новембра 1991. године створили пет српских аутономних области: Романија, Херцеговина, Бирач, Семберија и Сјеверна Босна, док је Босанска Крајина дефинисана као аутономна покрајина Крајина.
Након што је влада Српске Републике Босне и Херцеговине прогласила независност, коју није прихватила федерална влада Југославије, српска аутономна област Босанска Крајина формирана је у западно-босанском пограничном подручју Босне и Херцеговине са својим пријестоним градом у Бања Лука, коју централна влада СР БиХ није признала. САО Босанска Крајина је покушала да се уједини са Аутономном регијом Српска Крајина у СР Хрватској. Српско политичко руководство ангажовало је своје снаге у помоћ Југословенској Народној Армије и приде прогласило независност од СР Босне и Херцеговине крајем 1992. године. Бошњачка и бошњачко-хрватска влада у СР БиХ није признала нову Српску Републику Босну и Херцеговину, чији је предсједник био Радован Караџић са сједишта на Палама. Српска страна је прихватила предложену етничку кантонизацију Босне и Херцеговине (мировни план Карингтон-Кутољеро), као што су то учиниле бошњачке и бошњачко-хрватске стране у Лисабону 1992. године, у нади да неће избити рат. Бошњачко(Муслиманско) политичко руководство под предсједником Алијом Изетбеговићем из Босне и Херцеговине накнадно је опозвало споразум којим се одбија децентрализација новоосноване земље на основу етничких линија. Почео је грађански рат у Босни. Међу српским становништвом, рат је познат као „Одбрамбено-Отаџбински Рат”. Срби и Војска Републике Српске (ВРС) су били бројчано надјачани и изоловани, суочени са редовном Хрватском војском (ХВ), Хрватским Вијећем Обране (ХВО), углавном муслиманском војском Босне и Херцеговине (АРБиХ), снагама аутономне покрајине Западне Босне и НАТО бомбардовањем(1993 и 1995). Најважније битке Одбрамбено-Отаџбинског Рата су засигурно Коридор 1992, Митровданска Офанзива 1992, те одбрана Крајине, Приједора и Бањалуке 1995.. Штавише, Срби су се суочили са ембаргом на оружје и санкцијама западних земаља, Русије, па чак и Србије и СР Југославије под Слободаном Милошевићем, који је 1993. године увео санкције против Републике Српске. Милошевић је подржао сваки мировни план који је предложила међународна заједница, чак и оне који нису предвиђали постојање Републике Српске.
Током већег дијела рата Срби у Босни и Херцеговини су се борили против Бошњака (Муслимана) и босанскохерцеговачких Хрвата. За вријеме бошњачко-хрватских непријатељстава Срби су углавном сарађивали са Хрватима. Међутим, било је изузетака, јер су и српске снаге биле у савезу са пројугословенским Бошњацима Аутономне Покрајине Западне Босне под Фикретом Абдићем. Током већег дијела рата, Република Српска је држала око 70% територије сада већ бивше СР БиХ. Током читавог рата, Војска Републике Српске извршила је фактичку, иако ненамјерну опсаду Сарајева, како би везала муслиманске снаге и њихове ресурсе. Опсада је углавном била оправдана разлогом одбране сарајевских српских села која су била готово искључиво насељена етничким Србима. Република Српска је одржавала блиске везе са Републиком Српском Крајином и добијала добровољце и залихе из СР Југославије(Црне Горе и Р. Србије) током рата. РС је примила велики број српских избјеглица из других југославенских крајева, посебно из несрпских подручја у Сарајеву, Херцег-Босни и Хрватској. Године 1993. предложен је Овен-Столтенберг мировни споразум којим би се 52% БиХ дало српској страни. Бошњачка страна га је одбила као превелику концесију.
СР Југославија је 1994. године увела санкције након што је Народна скупштина Републике Српске одбила Венс-Овенов мировни план. Операција Олуја 1995. године елиминисала је Републику Српску Крајину. Хрватска војска је наставила офанзиву у Републику Српску. Око 250.000 Срба побегло је у Републику Српску и Србију из Хрватске, јер је српска страна наставила потпуно повлачење Срба из Уне у Сану. Хрватска војска, уз подршку бошњачких(муслиманских) снага, стигла је на 20 km од de facto главног града Републике Српске, Бања Луке, али су их зауставили српски бранитељи близу Приједора и широм Босанске Крајине, када су њихови авиони коначно могли летјети без НАТО интервенције на хрватској страни. Рат је заустављен Дејтонским мировним споразумом којим је Република Српска призната као један од два територијална ентитета(као федерална јединица и држава) Босне и Херцеговине, који чини 49% укупне територије. Српска страна је претрпјела укупно 22.779 жртава — 15.298 војних лица и 7.480 цивила, према Демографској јединици МКСЈ-а. Иако су тачни бројеви спорни, генерално се слаже да је рат у Босни и Херцеговини однио животе око 100.000 људи свих етничких група.
Године 1996. било је око 435.346 етнички српских избјеглица из Федерације Босне и Херцеговине у Републици Српској, док је још 197.925 отишло у Србију. Према подацима Комесаријата за избјеглице Србије, до 1995. године у Србији је смештено 266.000 избеглица из Босне и Херцеговине, а укупно 70.000 избеглица вратило се у земљу свог порекла. Након југословенских ратова, Србија је постала домовина највећем броју избеглица (међу којима су били и Срби из Босне и Херцеговине) и расељених лица у Европи.[35][36][37] Срби су масовно протјерани из главног града Сарајева почетком 1996. године.

### НАТО агресија на Србију и СРЈ
Оружана побуна сепаратиста Албанаца на Косову и Метохији довела је до употребе силе СРЈ и Србије. Тако је 1998. на Косову почео прави грађански рат у коме су Војска Југославије и полиција Србије, потиснули су албанске сепаратисте окупљене у такозваној ОВК. САД, НАТО и ЕУ су оптужиле Србију за ратне злочине, етничко чишћење и хуманитарну катастрофу. Противно вољи Савета Безбедности УН, НАТО је од 24. марта до 10. јуна 1999. године бомбардовао Југославију, Напад НАТО-а био је супротан међународном праву, а то бомбардовање представљало је формално-правно међународну агресију на СРЈ. У том нападу према мањим проценама убијено је око 1.300 душа у СРЈ, а према већим убијено је око 3.500 душа, истовремено процењује се да је рањено више од 12.000 лица. Према неким проценама СРЈ је претрпела штету од око 30 милијарди долара Тако је значајно уназађена. Војно-техничким споразумом, који је потписан у Куманову 9. јуна 1999. године, СРЈ је пристала да се Војска Југославије и Министарство унутрашњих послова Србије повуку са Косова. Тај споразум је био основа Резолуције 1244 СБ Уједињених нација, која је усвојена 10. јун 1999. године, а према њој Косово је дато на управу УН и војним снагама КФОР-а, у чијој основи су биле јединице НАТО-а. Рат је формално престао, али са КФОР-ом су долазили и припадници ОВК, а део њих је наставио да води грађански рат против Срба 1999. и 2000. године. Процењује се да је убијено око 13.500 лица од 1.1998. до 31. децембар 2000. у рату и етничким сукобима за власт на Косову и Метохији. Према неким проценама за Војском Југославије и полицијом Србије са Космета у Србију у јуну, јулу и августу 1999. године избегло је до 200.000 Срба и око 50.000 других неалбанаца.

## Срби на почетку 21. века

### Распад СРЈ
САД и Европска унија су наставили да воде политику кажњавања Србије, али и помагања противника Слободана Милошевића до његовог пораза на изборима 24. септембра 2000. године. После престанка економског кажњавања, Србија је бележила значајан привредни раст од 2001. до 2008.
Ипак, и после промене носилаца власти у Србији, у Црној Гори и на Космету настављен је процес одвајања од Србије. Вођени Милом Ђукановићем представници Црне Горе су приморали представнике Србије да се Савезна Република Југославија преуреди, 4. фебруара 2003. у савезну државу која је названа „Србија и Црна Гора” (СЦГ). Србија и Црна Гора није била јединствена држава, већ заједница две државе, која је организационо била нешто више од конфедерације. Обе државе чланице су у унутрашњој политици задржале високи степен самосталности и функционисале су као савез две државе, док су у спољној политици наступале као једна држава.
Убрзо 12. марта 2003. на улазу у зграду Владе Србије у Београд, убијен је председник владе Србије Зоран Ђинђић, а убиство су организовале вође тзв. Земунског клана.
Заједница Србија и Црна Гора се показала нефункционалном, а Црногорци су наставили да раде на њеном разбијању. Грађани Црне Горе на референдуму 21. маја 2006. године гласали су за независност те државе. Народна Скупштина Републике Србије је на седници у Београду 5. јуна 2006. године констатовала независност Републике Србије. Тако су настале две независне државе. Нови Устав Републике Србије свечано је проглашен у Народној скупштини, на Митровдан, 8. новембра 2006.
На територији Косова и Метохије 2008. године представници Албанаца прогласили су независност Република Косово, али су представници Србије одбацили то проглашење.

### Република Српска
Поред Србије, Срби су задржали положај сувереног народа и у БиХ, али су њихова права сужавана. На захтев високог представника УН, извршене су промене Устава РС (2002) и уведено је Веће народа (други дом) у Народној скупштини РС. Убеђивањима и притисцима ентитетске владе Републике Српске и Федерације БиХ су приморане да се одрекну својих права, а створиле су заједничке оружане снаге. Тако је у односу на Дејтонски споразум БиХ од конфедералног прелазила у федерални облик уређења. Односи Срба и Бошњака остали су оптерећени неповерењем и насиљем, а, у присуству бројних међународних званичника, 11. јула 2015. године у Поточарима (код Сребренице) бошњачки насилници покушали су убити Александра Вучића председника владе Србије.

## Извори и литература